# Neomudéjar

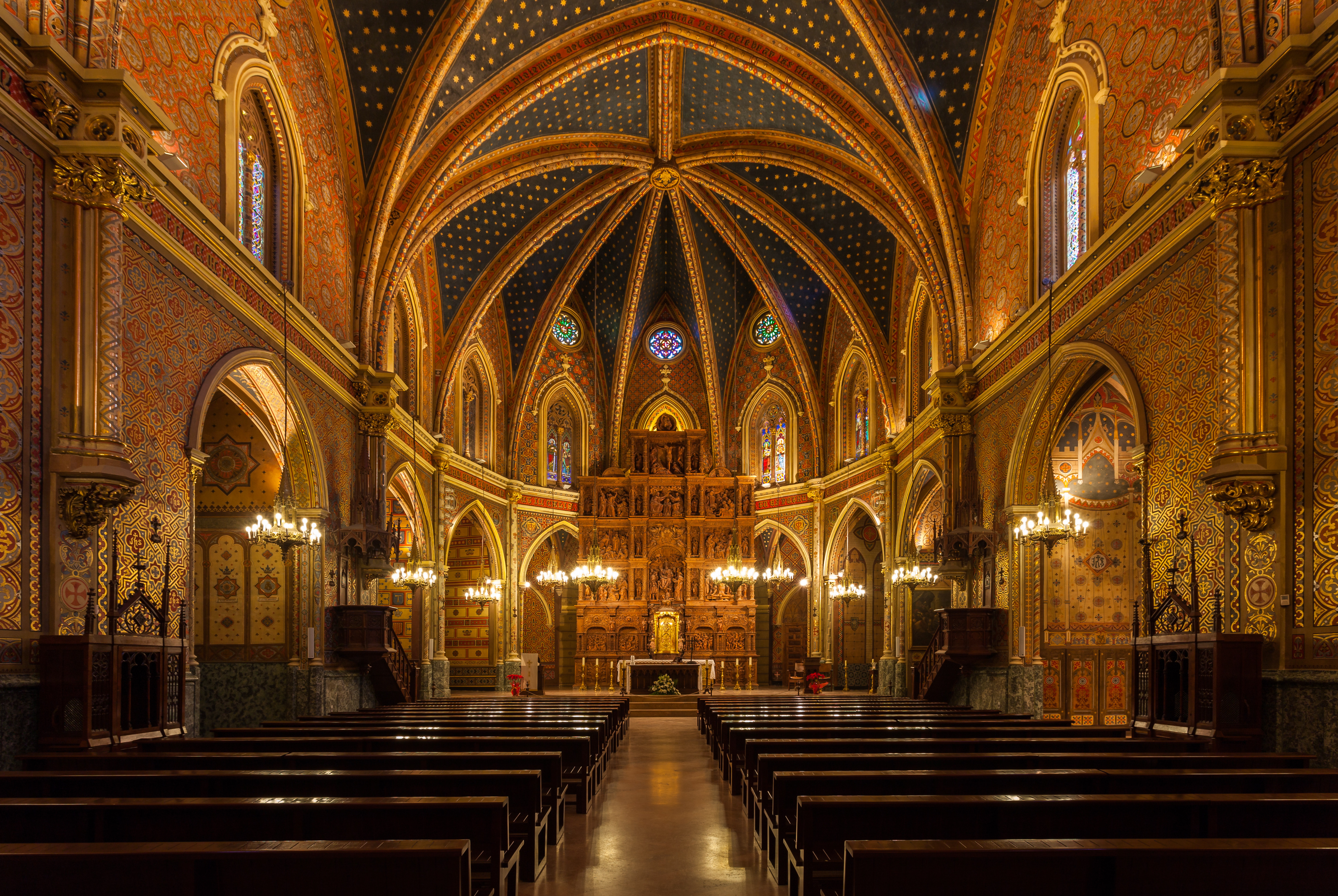
Interior de la iglesia de San Pedro, Teruel (España), ejemplo de la Arquitectura mudéjar de Aragón declarado Patrimonio de la Humanidad en 1986

El neomudéjar es un estilo artístico y arquitectónico que se desarrolló principalmente en la península ibérica a finales del siglo XIX y principios del XX. Se enmarca dentro de las corrientes orientalistas de la arquitectura historicista imperante en Europa por aquella época. El nuevo estilo se asoció especialmente a construcciones de carácter festivo y de ocio, como salones de fumar, casinos, estaciones de tren, plazas de toros o saunas.[cita requerida]
En España el estilo neomudéjar fue reivindicado como estilo nacional por estar basado en un estilo propio de España, el arte mudéjar, estilo que también se encuentra en  Italia o Portugal, por ejemplo. Arquitectos como Lorenzo Álvarez Capra, Emilio Rodríguez Ayuso o Agustín Ortiz de Villajos vieron en el arte mudéjar algo únicamente español y empezaron a diseñar edificios utilizando rasgos del antiguo estilo, entre ellos las formas abstractas de ladrillo y los arcos de herradura.
Sin embargo, lo que la historiografía ha considerado tradicionalmente como neomudéjar, son en muchos casos obras de estilo neoárabe (aunque no son el mismo estilo), puesto que utilizan elementos califales, almohades y nazaríes, siendo el único aspecto mudéjar el uso del ladrillo visto.
Se ha considerado a la plaza de toros de Madrid de Rodríguez Ayuso y Álvarez Capra, obra de 1874, como el inicio del estilo neomudéjar, que sería continuado por otros arquitectos como Enrique María Repullés y Vargas, Joaquín Rucoba, Augusto Font Carreras, José Espelius Anduaga, Felipe Arbazuza o Aníbal González.

Edificios neomudéjares
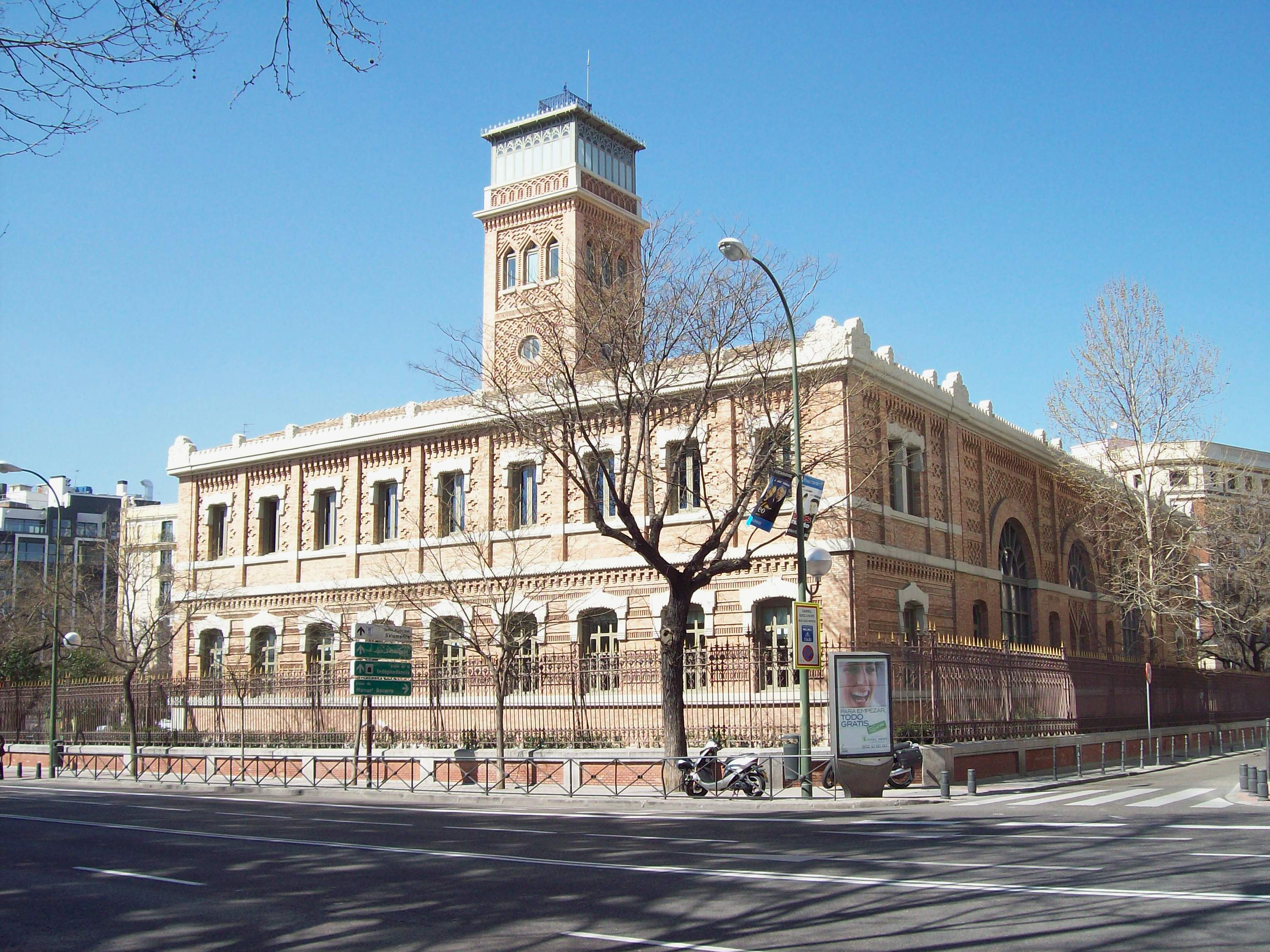
Antiguas Escuelas Aguirre (1881-1886), ahora Casa Árabe, Madrid
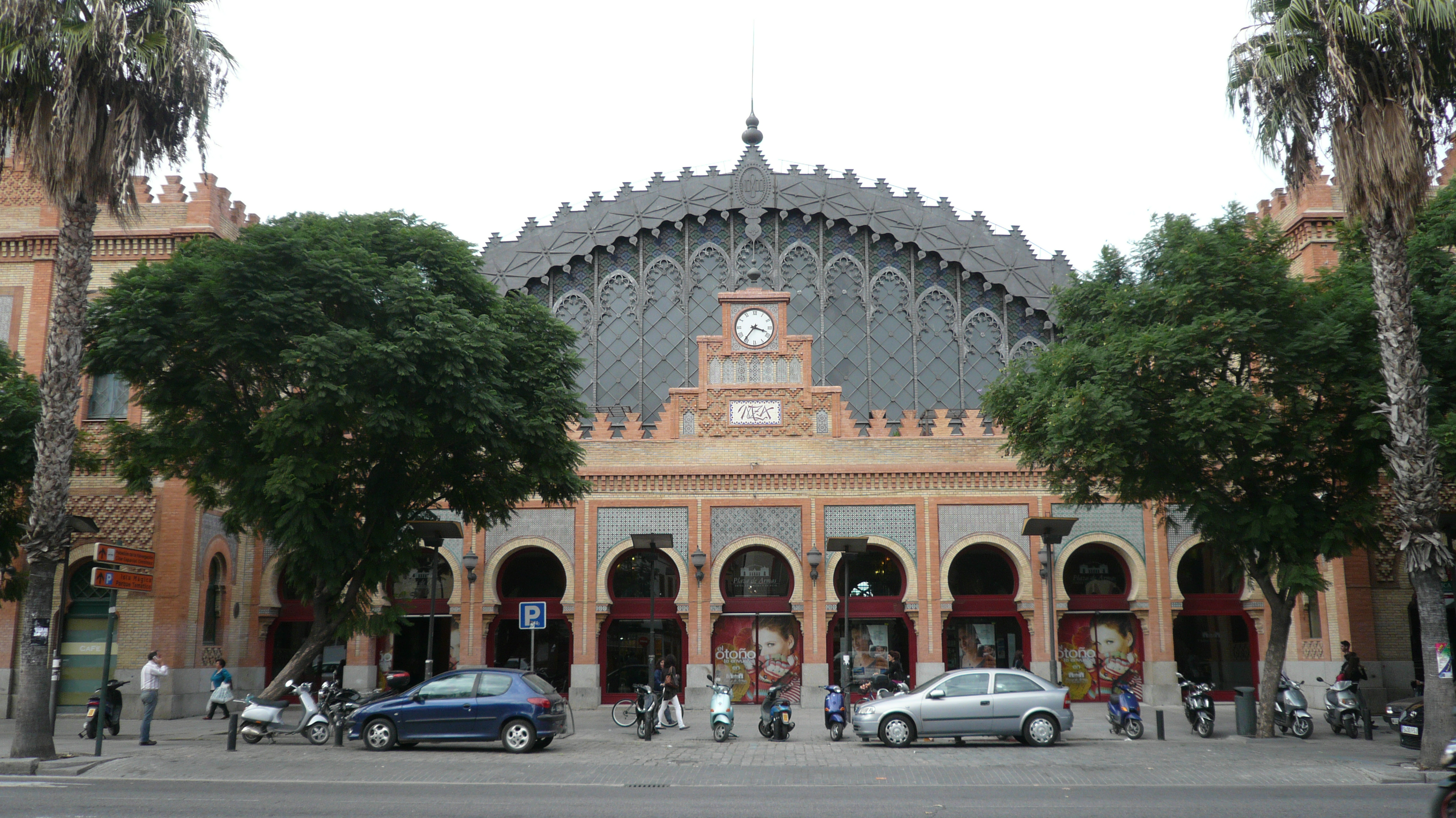
Estación ferroviaria de Sevilla (1899-1901)
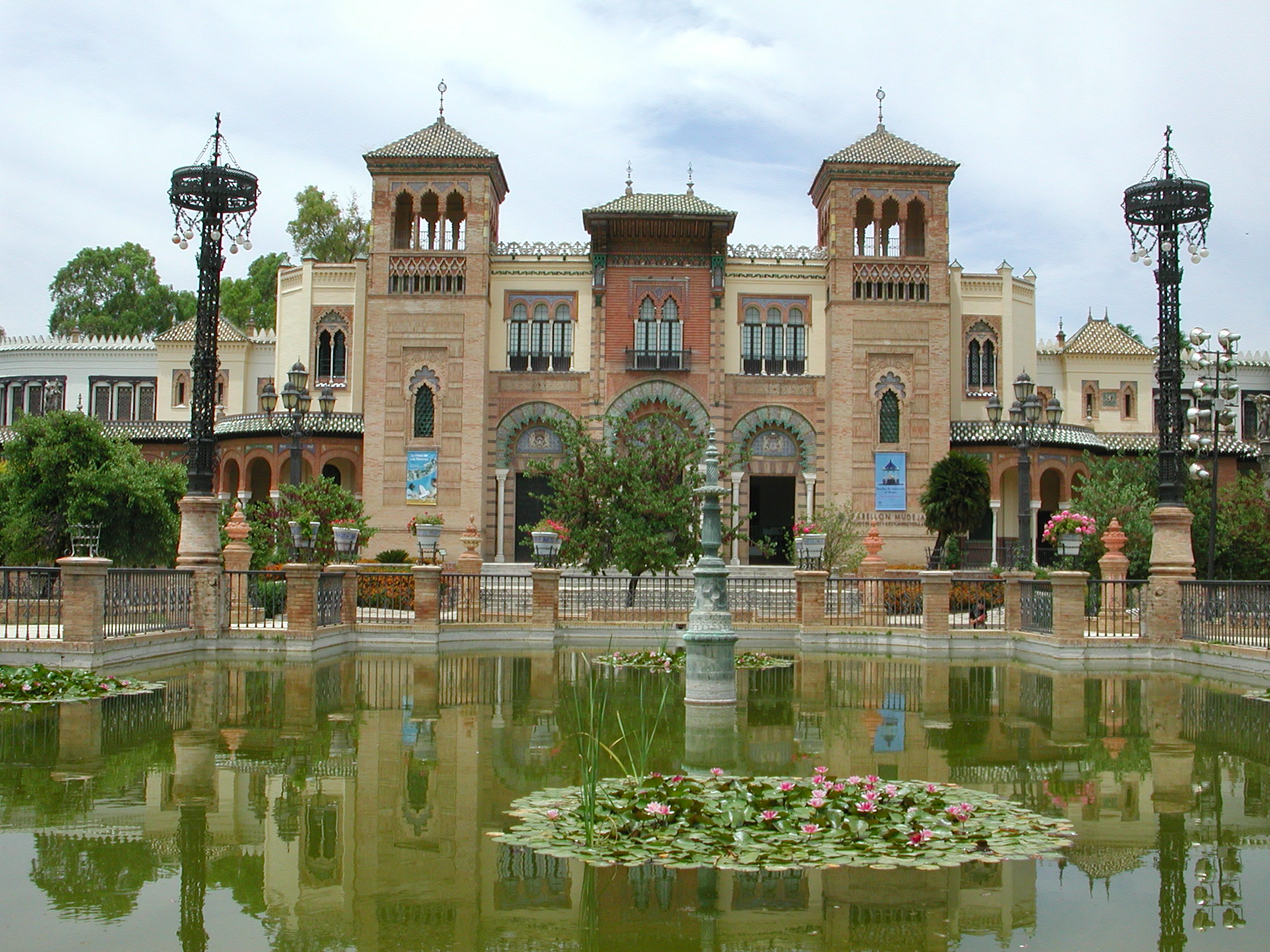
Antiguo pabellón de Arte Antiguo e Industrias Artísticas (1913-1914), hoy Museo de Artes y Costumbres Populares, Sevilla
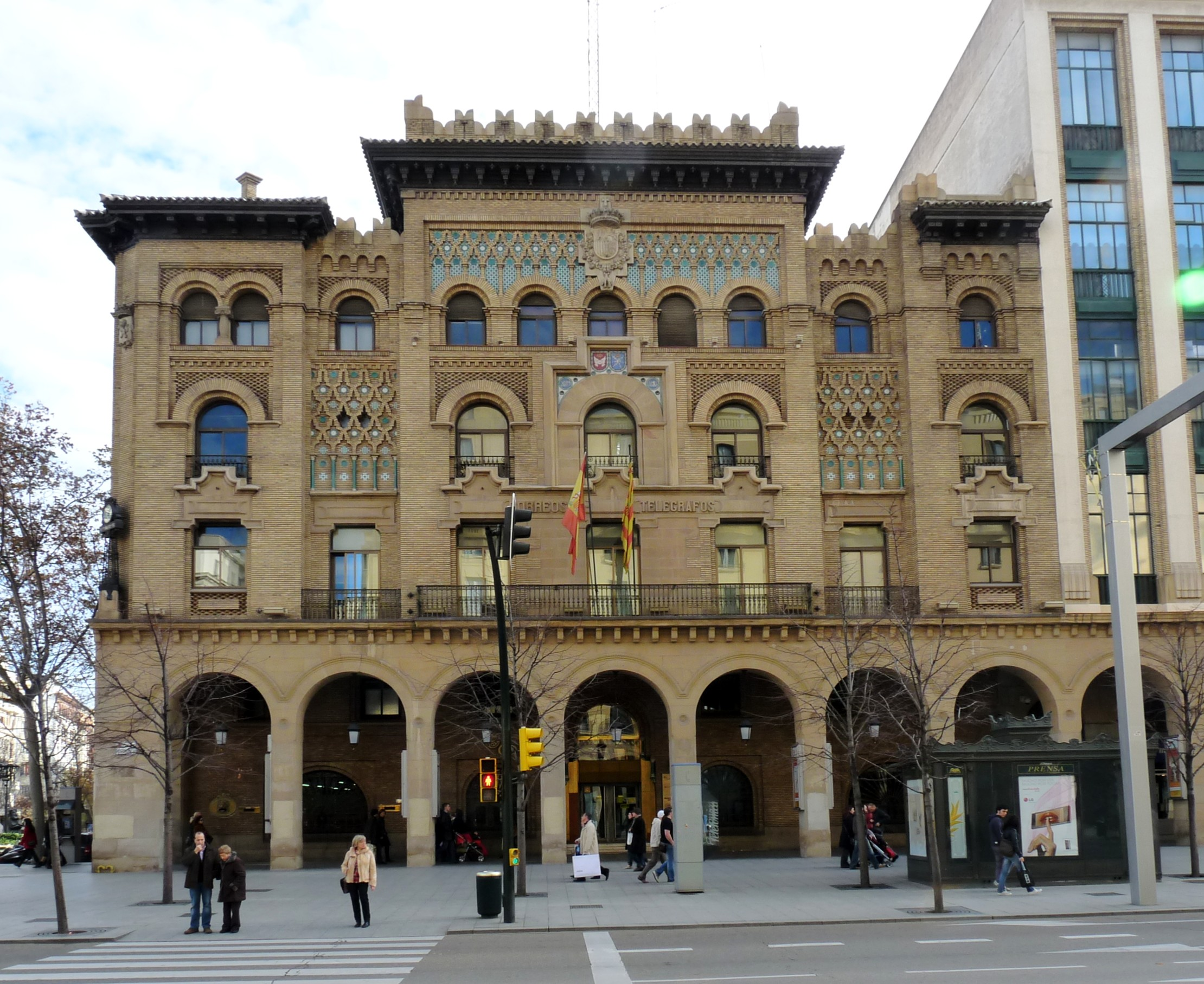
Edificio de Correos (1925-1926) de Zaragoza
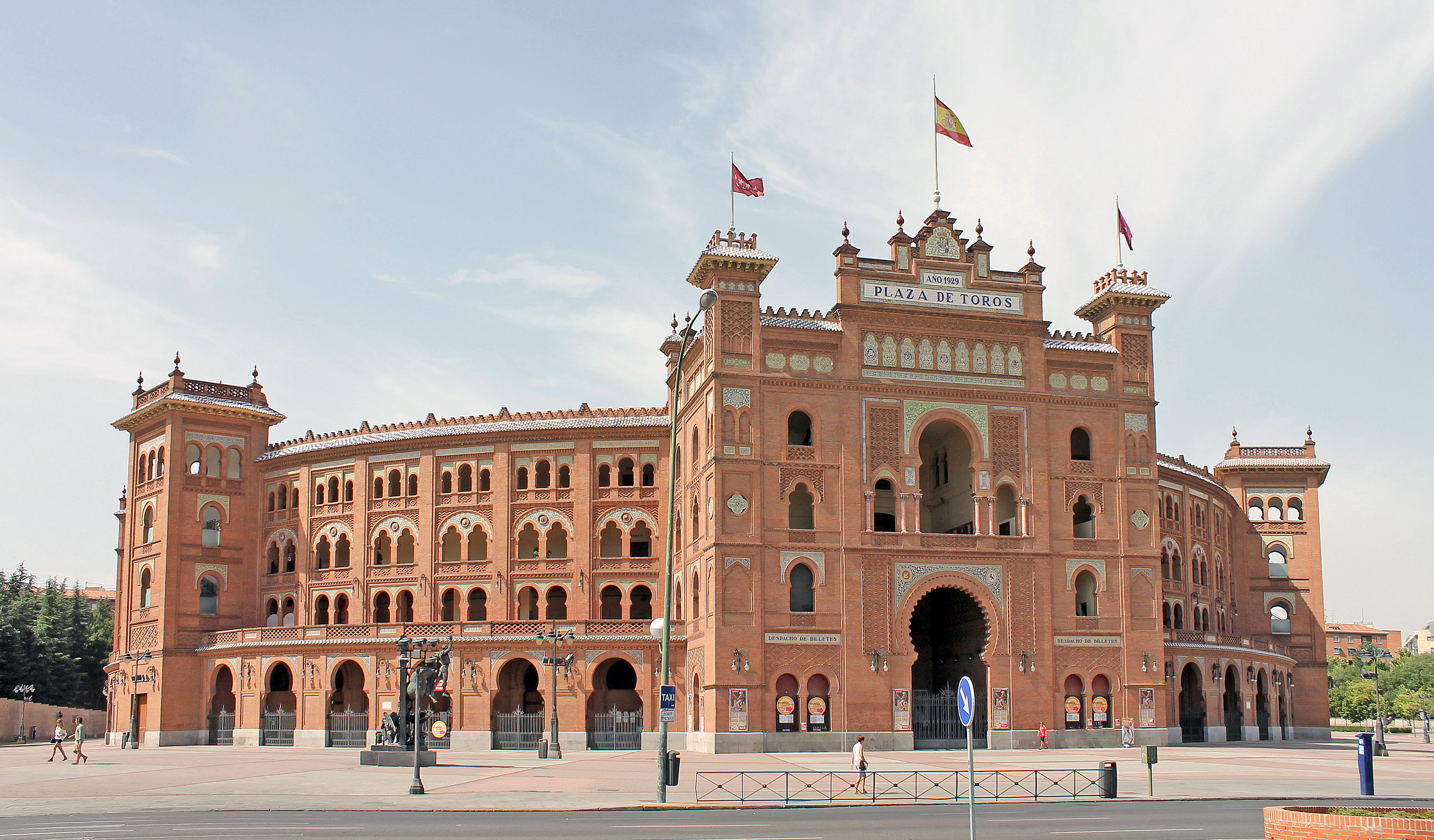
Plaza de toros de Las Ventas (1922-1929), Madrid

## Ejemplos

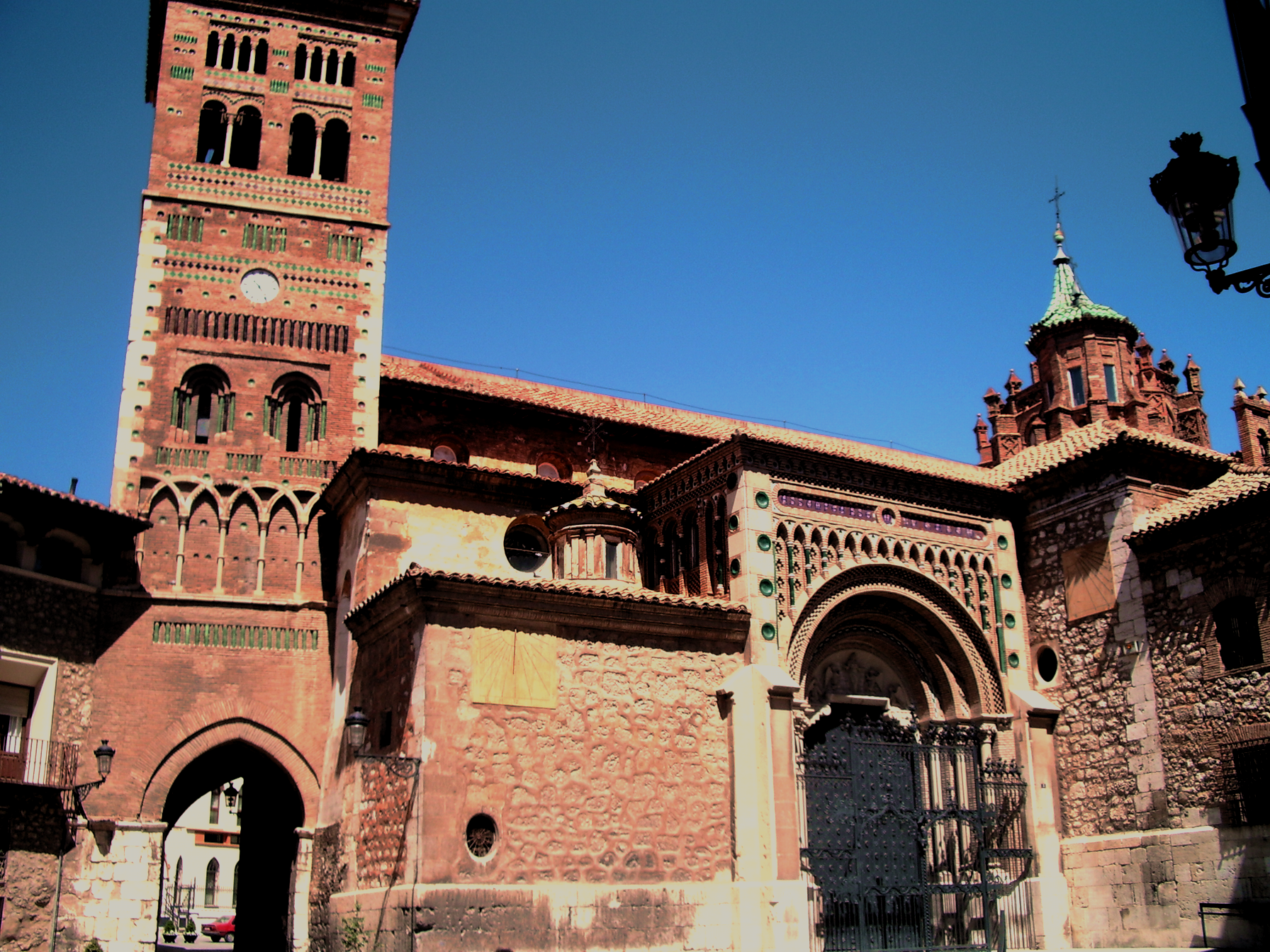
La reforma de la portada de la mudéjar Catedral de Teruel manifiesta la calidad y tradición de la forja aragonesa en sus magníficas rejerías.

### Iglesias
El estilo neomudéjar hubo de competir con otros estilos también reclamados como estilos nacionales, como fueron el neogótico o el neorrománico, ambos preferidos por las autoridades eclesiásticas debido a la profusión con que fueron utilizados el románico y el gótico durante la Edad Media para la construcción de obras religiosas emblemáticas. Frente a estos estilos "cristianos", el arabizante neomudéjar no fue el escogido mayoritariamente por la Iglesia católica, si bien llegaron a construirse unas cuantas iglesias en este estilo en Madrid, como son la Iglesia de Santa Cristina (1906), la de San Matías de Hortaleza (1877), la Iglesia de la Paloma (1912), de Álvarez Capra, o la Iglesia de San Fermín de los Navarros (1891) de Carlos Velasco y Eugenio Jiménez Correa.
Fuera de Madrid se cuentan la Iglesia de San José de Pinto, realizada en 1891; la iglesia parroquial de Cedillo (Cáceres) de 1894; la reforma de la portada de la Catedral de Teruel, realizada en 1909, la Iglesia de San Benito y Santo Domingo de Castilleja de Guzmán, construida en 1923, o la iglesia del pueblo de El Temple, en la provincia de Huesca, proyectada en 1947.

### Plazas de toros

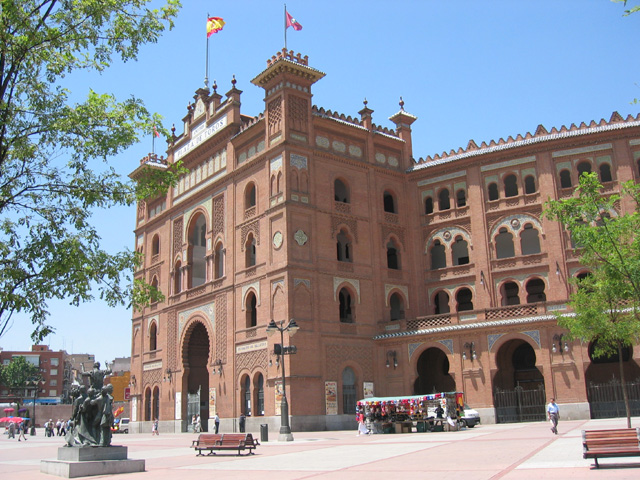
Plaza de las Ventas, Madrid.

El primer ejemplo del estilo neomudéjar es la antigua plaza de toros de Goya (1874) en Madrid (que se hallaba donde ahora se encuentra el Palacio de Deportes), obra de Emilio Rodríguez Ayuso y Lorenzo Álvarez Capra. El estilo fue a partir de entonces casi obligatorio en plazas de toros de toda España. 
Ejemplos notables son: la plaza de toros de Toledo (1866), la plaza de toros de la Malagueta, en Málaga, obra de Joaquín Rucoba de 1876; la de El Bibio, en Gijón, terminada en 1888 según el diseño de Ignacio de Velasco; la plaza de Zamora, obra de Martín Pastells y Papell; la Plaza de toros de La Merced en Huelva de 1902; las plazas de las Arenas y Monumental de Barcelona obra de Ignasi Mas y Domingo Sugrañes; la plaza de toros de Granada 1928, del arquitecto Ángel Casas; la de plaza de toros de Caudete, construida por Juan Arellano y Francisco Albalat Navajas en 1910; la actual plaza de las Ventas de Madrid, considerada como el máximo exponente del neomudéjar taurino; o las de Cartagena, El Puerto de Santa María, Quintanar de la Orden, Oviedo, Santa Cruz de Tenerife, Almería, Almendralejo, Villanueva del Arzobispo, Villena, Teruel y Albacete. En Portugal destaca la Plaza de Toros de Campo Pequeño.
.En Uruguay acaban de reciclar la Plaza de Toros del Real de San Carlos, en Colonia del Sacramento, construida por Nicolás Mihanovich a principios del siglo XX, hoy centro de exposiciones y de espectáculos musicales

### Estaciones ferroviarias

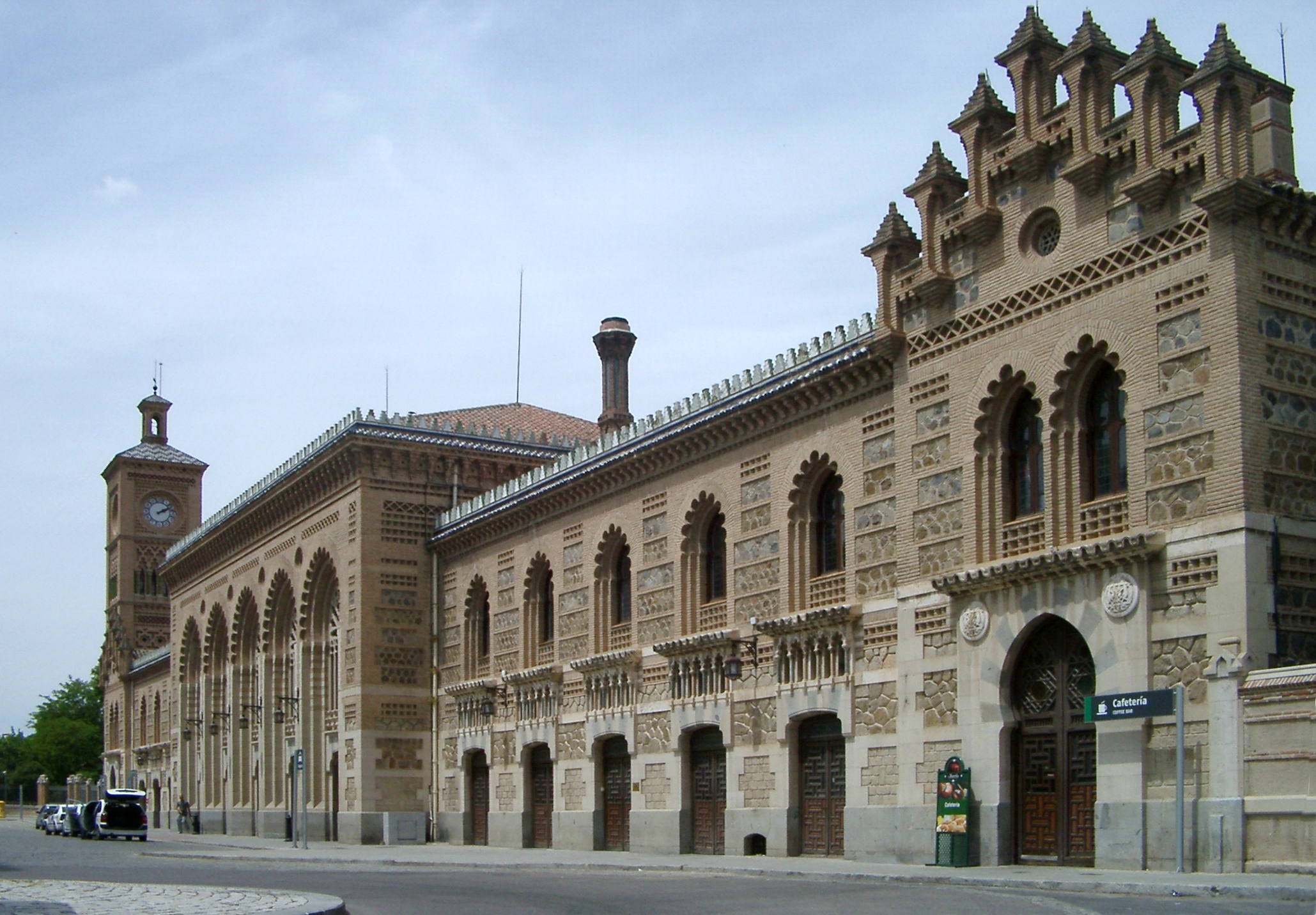
Estación de Toledo.

El sector ferroviario absorbió el grueso de la inversión en infraestructuras en España entre mediados del siglo XIX y la Guerra Civil. Entre los recintos construidos en lenguaje neomudéjar destacan la estación de Toledo, diseñada por Narciso Clavería y terminada en 1920; la estación de Plaza de Armas de Sevilla (1901); la estación de Huelva-Término (1880); la estación de Sanlúcar la Mayor (1880); la estación de Dos Hermanas (1917); o la estación de Aranjuez (1923). En la provincia de Badajoz sobresale la vieja estación de ferrocarril de Zafra de 1917. 
Buena parte de las estaciones de la línea Sevilla-Huelva fueron realizadas en este estilo. En Aragón el neomudéjar tuvo un amplio desarrollo, debido en parte a su propia tradición mudéjar, manifestándose en Teruel alguna de sus máximas creaciones, como la Escalinata de la Estación obra del ingeniero José Torán de la Rad, del año 1921.

### Edificios oficiales

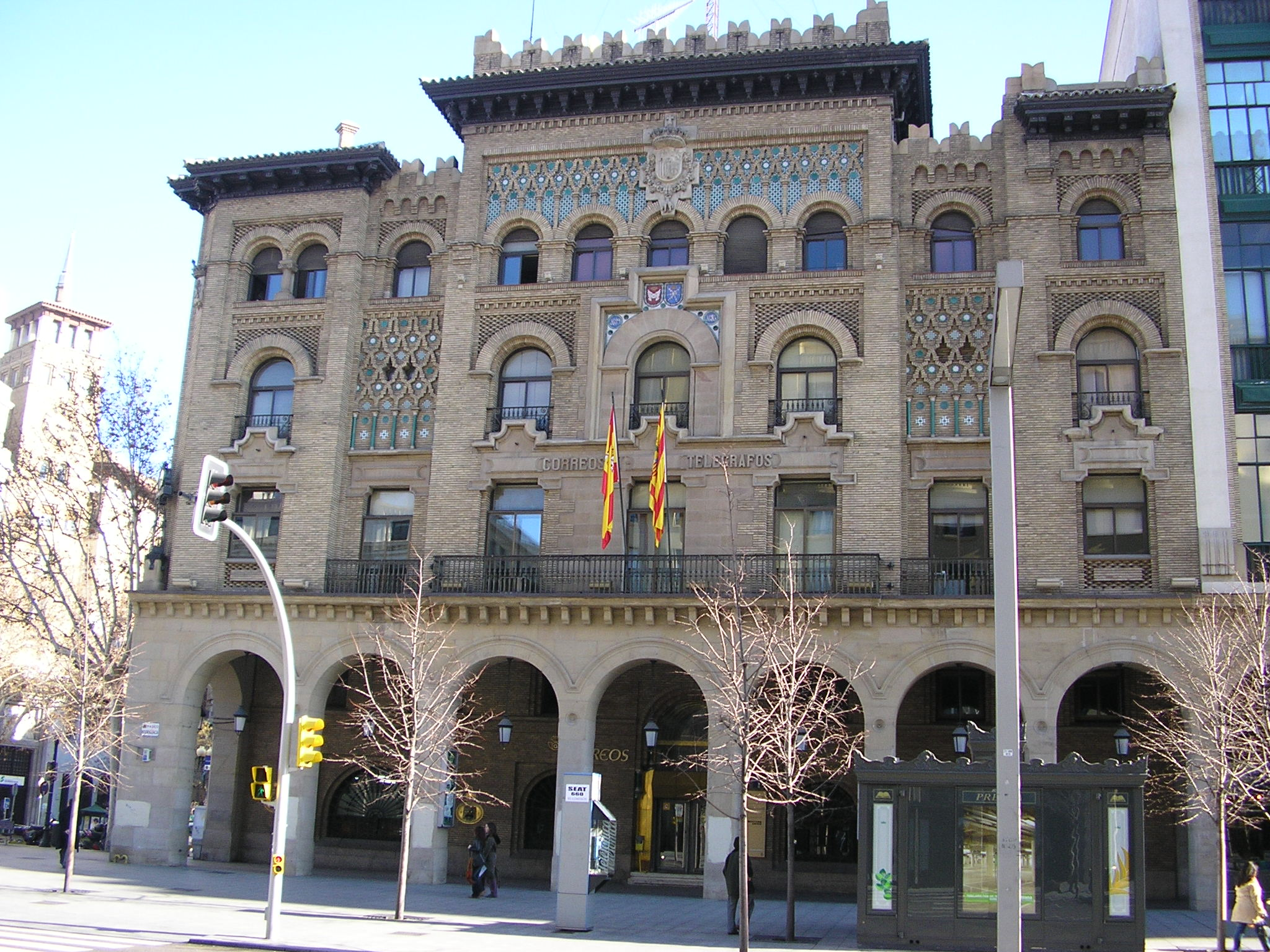
Edificio de Correos de Zaragoza.

- Academia General Militar de Zaragoza) (1925).
- Ayuntamiento de Mora (1927)
- Casa consistorial de Illescas
- Casa de Correos y Telégrafos (Málaga)
- Edificio de Correos y Telégrafos de Badajoz (proyecto de 1916, ejecutado entre 1928 y 1931), arquitectos Martín Corral Aguirre y José Romero Soriano.[5]
- Mercado municipal de Mérida (1886-1887), arquitecto Ventura Vaca Parrilla.
- Oficina de correos de Zaragoza
- Museo de Farmacia Militar de la calle Embajadores, en Madrid.
- Antiguo Archivo General de Protocolos de Madrid, en Madrid[6][7]

### Balnearios, casinos y teatros

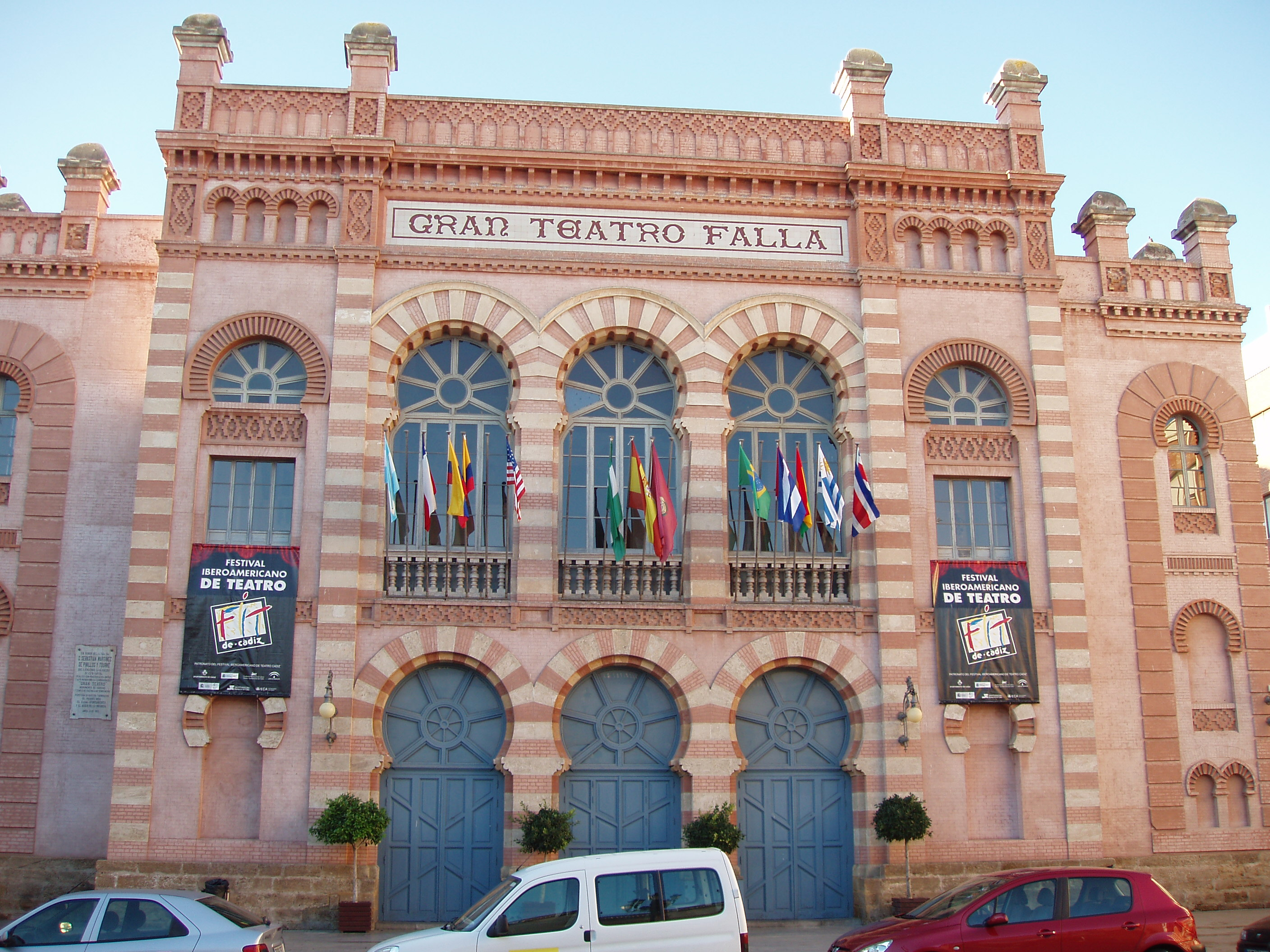
Gran Teatro Falla de Cádiz.

El afianzamiento de la sociedad liberal-burguesa durante el siglo XIX propició la construcción de nuevos balnearios y la restauración de los existentes. Durante el periodo de La Restauración se sucede una expansión en las zonas dominadas por la nueva burguesía, principalmente en Cataluña, Cantabria y País Vasco, que da pie a la construcción de grandes hoteles asociados a los balnearios. De los muchos que se construyeron, utilizaron la estética neomudéjar: el Gran Balneario Vichy Catalán de Caldas de Malavella, obra de Cayetano Buigas (1898); los Baños Orientales de la Barceloneta, de Augusto Font Carreras; el Balneario de San Lucas, en Mula (1903); y el Balneario de Lanjarón (1928).
Los casinos también vivieron una época dorada con el establecimiento del estado liberal-burgués, siendo el centro de reunión de la aristocracia y burguesía de la época. Son neomudéjares el Casino Gaditano, el antiguo Casino de Toledo, el Casino de Teruel y el de Granja de Torrehermosa.
Entre los teatros destacan el Gran Teatro Falla de Cádiz, obra de Adolfo Morales de los Ríos y los madrileños Teatro Alhambra, ya desaparecido, y Teatro María Guerrero, ambos obra de Agustín Ortiz de Villajos y de inspiración granadina, más neoárabes que neomudéjar.

### Fábricas

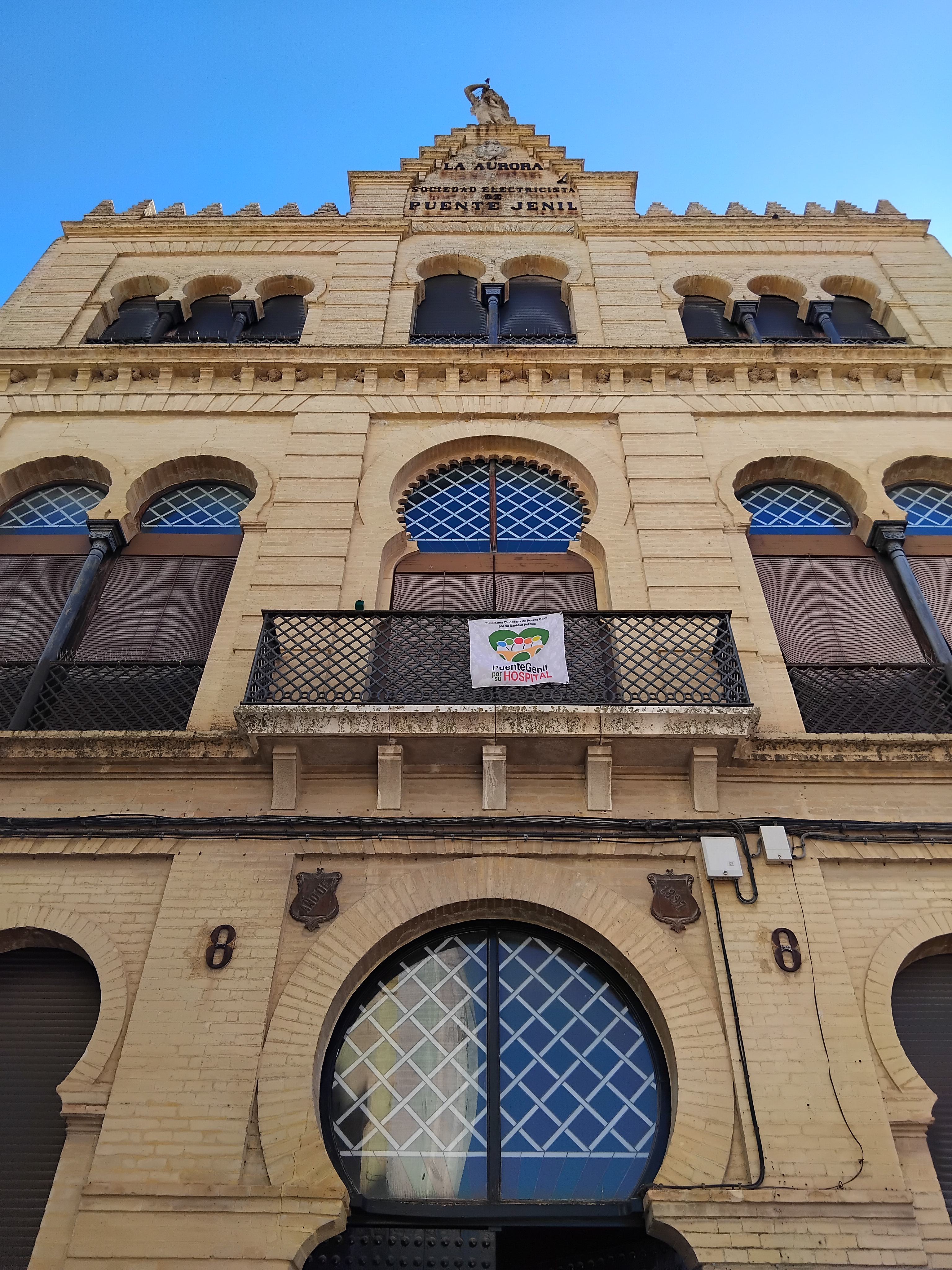
Fábrica de electricidad La Aurora en Puente Genil.

El crecimiento de Madrid y la llegada del ferrocarril hizo que el sur de la ciudad se convirtiera en una zona de expansión y barrio industrial, acogiendo muelles de carga, apartaderos, fábricas, almacenes y otras instalaciones fabriles e industriales, muchas de las cuales serían levantadas en estilo neomudéjar, como son la Fábrica de Cervezas El Águila (1912), obra de Eugenio Jiménez Correa, la antigua Fábrica de Galletas PACISA atribuida a Luis Martínez Díaz, el Matadero de Madrid de Luis Bellido, las nuevas instalaciones de la Real Fábrica de Tapices de José Segundo de Lema o la antigua sucursal de la Caja de Ahorros y Monte de Piedad de Madrid de Fernando Arbós y Tremantí, que hoy albega el centro cultural La Casa Encendida.
También en Madrid se situaba la desaparecida Fábrica Gal (1915), de Amós Salvador Carreras, con planta de polígono irregular de nueve lados. Fuera de Madrid destacan la también desaparecida Azucarera de Marcilla (1899) en Navarra; la Ceramo de Benicalap (1889), de José Ros y Surió; la Fábrica de harinas San José de Toledo; y la Fábrica de tabacos de Cádiz, edificio de planta irregular con cubierta de cerámica vidriada, hoy convertido en el Palacio de Congresos y Exposiciones de Cádiz. En el municipio cordobés de Puente Genil sobresale el caso de la fábrica de electricidad La Aurora (1894), de Rodrigo García Luque, que en la actualidad acoge viviendas.
Un ejemplo singular es el conjunto arquitectónico denominado Presa El Salto de El Carpio (Córdoba).

### Molino
Este estilo arquitectónico se aplicó a todo tipo de edificaciones y como ejemplo podemos hablar del molino de viento que hay en el patio posterior del palacete de estilo neogótico de Can Trinxeria en Cassá de la Selva (Gerona). Antiguamente se utilizaba para extraer agua de un pozo. 

### Vivienda

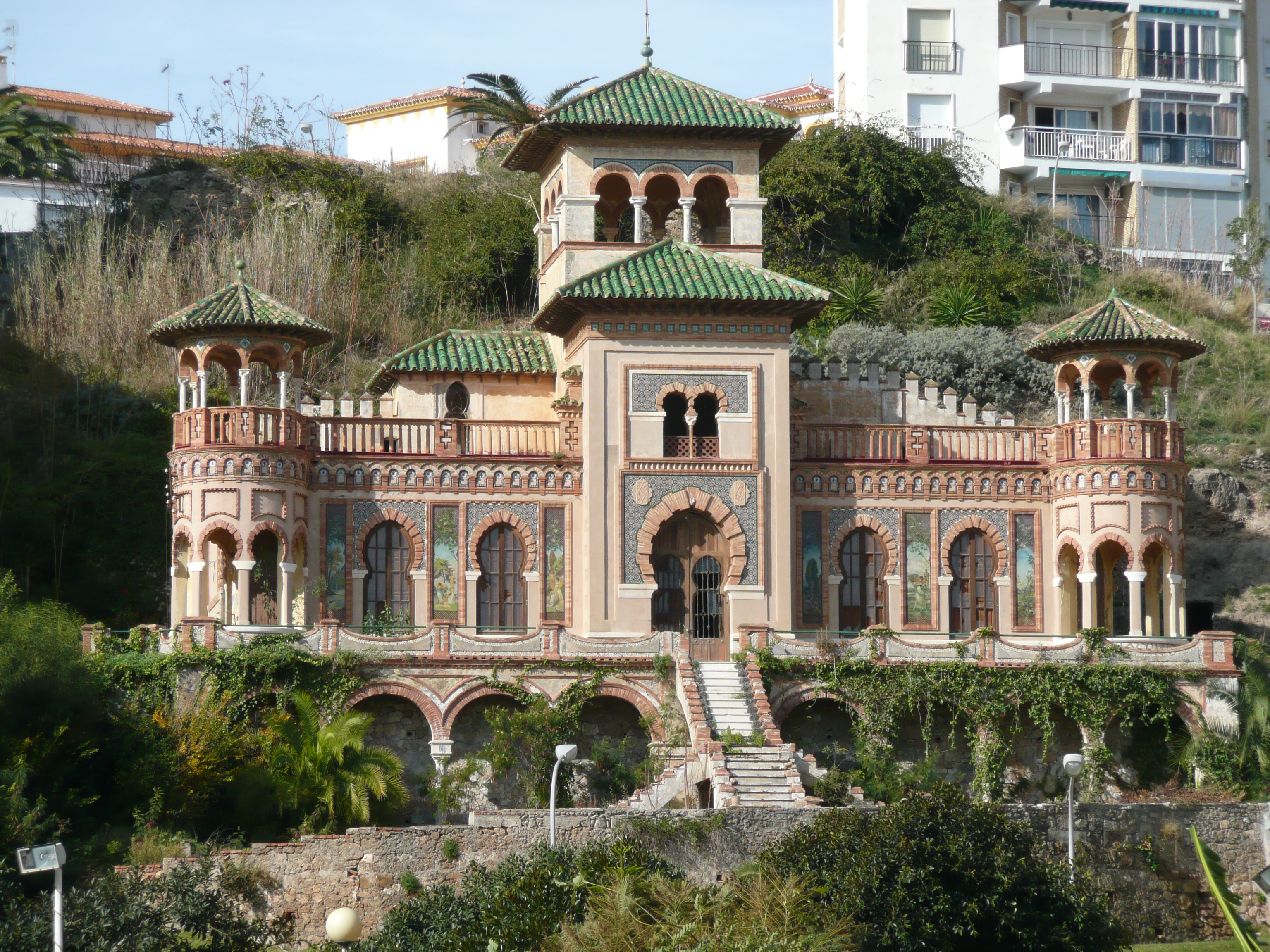
Casa de los Navajas en Torremolinos (Málaga).

El Neomudéjar pasó inmediatamente a ser un estilo muy popular en el caserío de los nuevos barrios de Madrid, en ocasiones manifestándose en su apariencia más básica y modesta, otras con un despliegue de medios compositivos mucho más elaborado, como es el caso de viviendas colectivas burguesas obra del Marqués de Cubas o de Francisco Jareño. El material principal, el ladrillo, no resultaba costoso y tampoco la mano de obra, que reproducía los modelos de una vivienda a otra. Gran parte de ese patrimonio, no protegido, ha sido demolido por la presión inmobiliaria ya que muchas de ellas son viviendas humildes de una o dos alturas. No obstante quedan muchos ejemplos notables en los barrios de la periferia madrileña (notablemente en el distrito de Tetuán) y esparcidos por la provincia.
También cabe destacar el patio neomudéjar, más concretamente neonazarí, de la Casa solariega de la Familia Peche, situada en la ciudad de Fregenal de la Sierra (Badajoz).

### Otros ejemplos

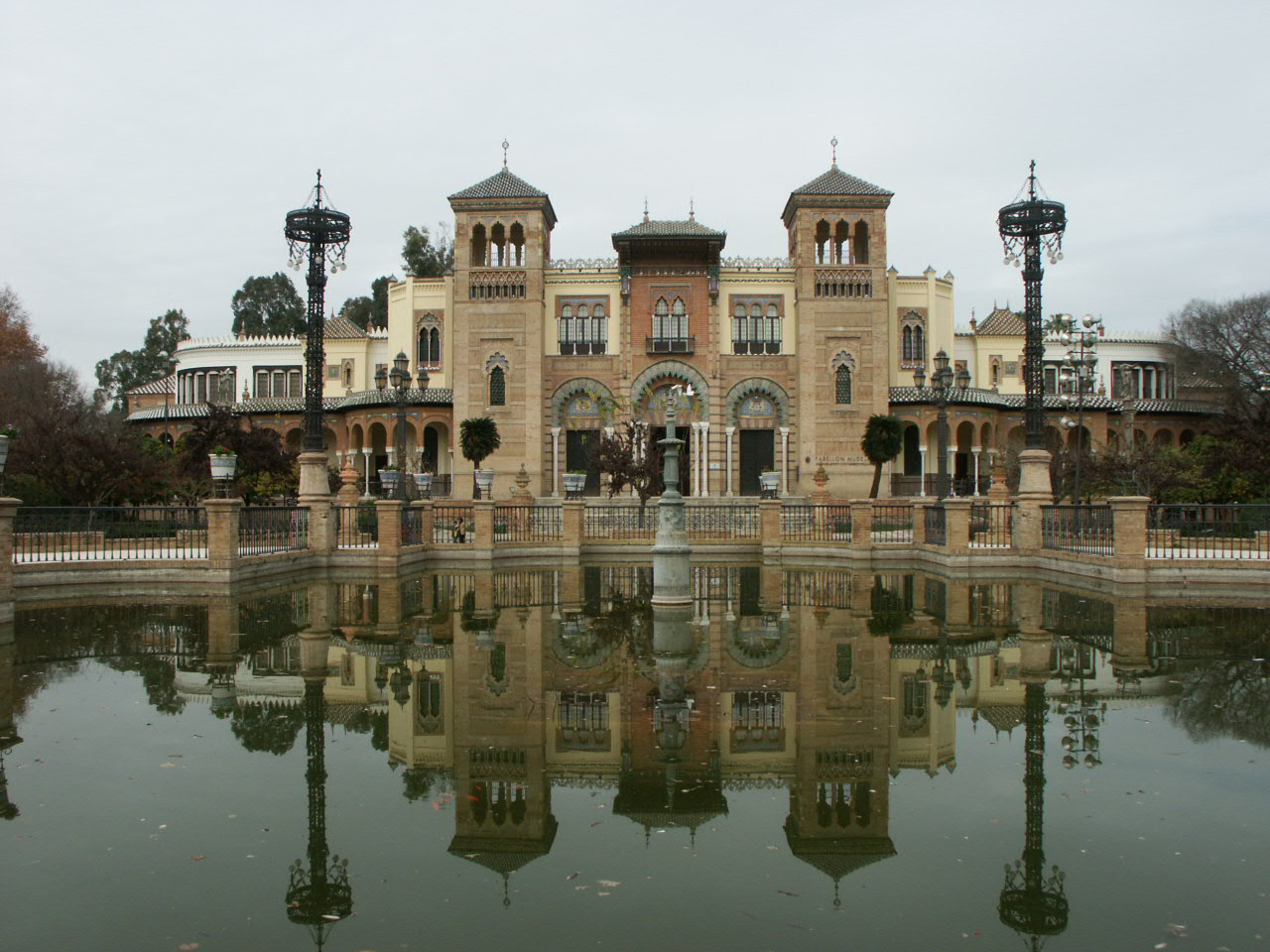
Pabellón Mudéjar (Sevilla).

De Madrid puede mencionarse, entre ellos, la torre del Canal de Isabel II en la calle de Santa Engracia, y las Escuelas Aguirre al lado norte del Parque del Retiro. En Toledo, la Escuela de Artes Industriales de Arturo Mélida, de la que se conserva su fachada original inspirada en el mudéjar toledano.
En Andalucía destacan el Gran Teatro Falla de Cádiz, el Pabellón Mudéjar del parque de María Luisa en Sevilla (que alberga el Museo de Artes y Costumbres Populares de Sevilla) y algunas bodegas de Jerez de la Frontera
En Extremadura también sobresale el colegio de San Calixto de Plasencia (1887-1903), luego cuartel y hoy en día complejo educativo de la Universidad de Extremadura.
Otros importantes edificios son el Palacio Laredo en Alcalá de Henares o el paraninfo de la Universidad de Barcelona.

## Galería

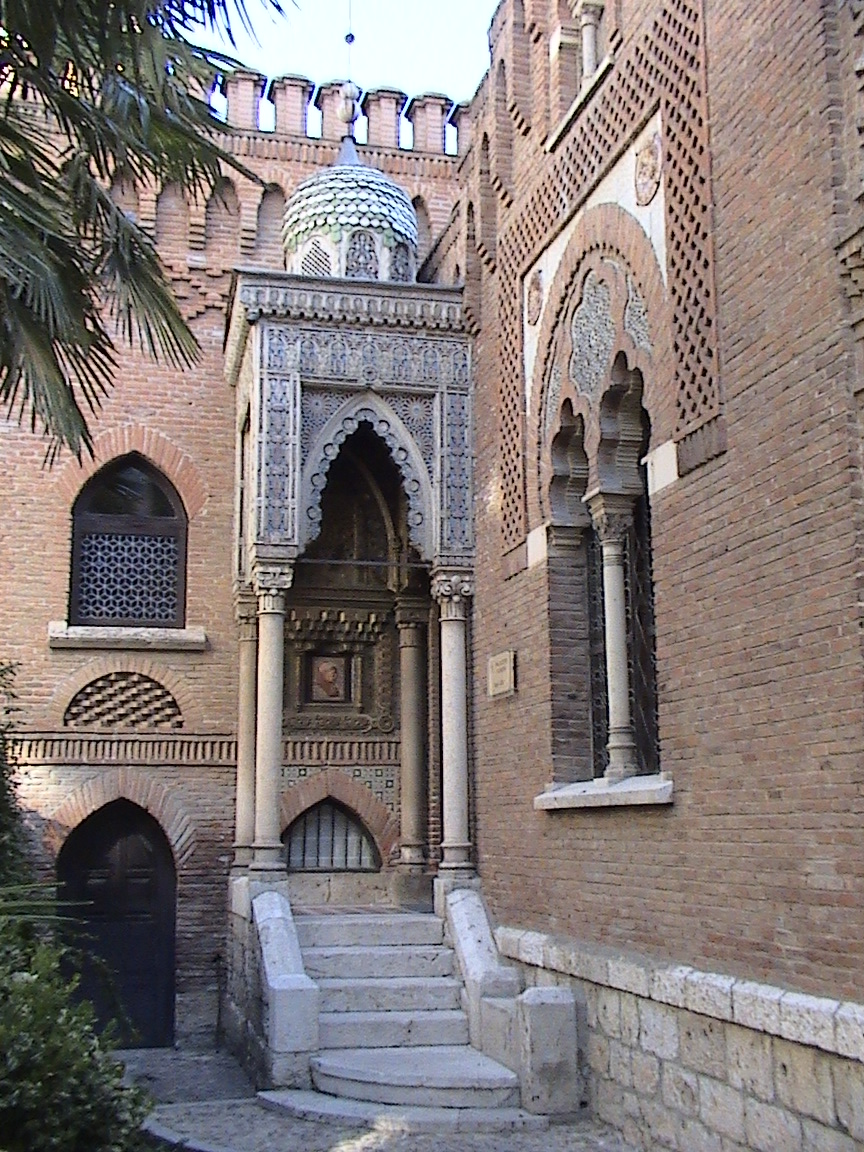
Palacio Laredo en Alcalá de Henares (1884).
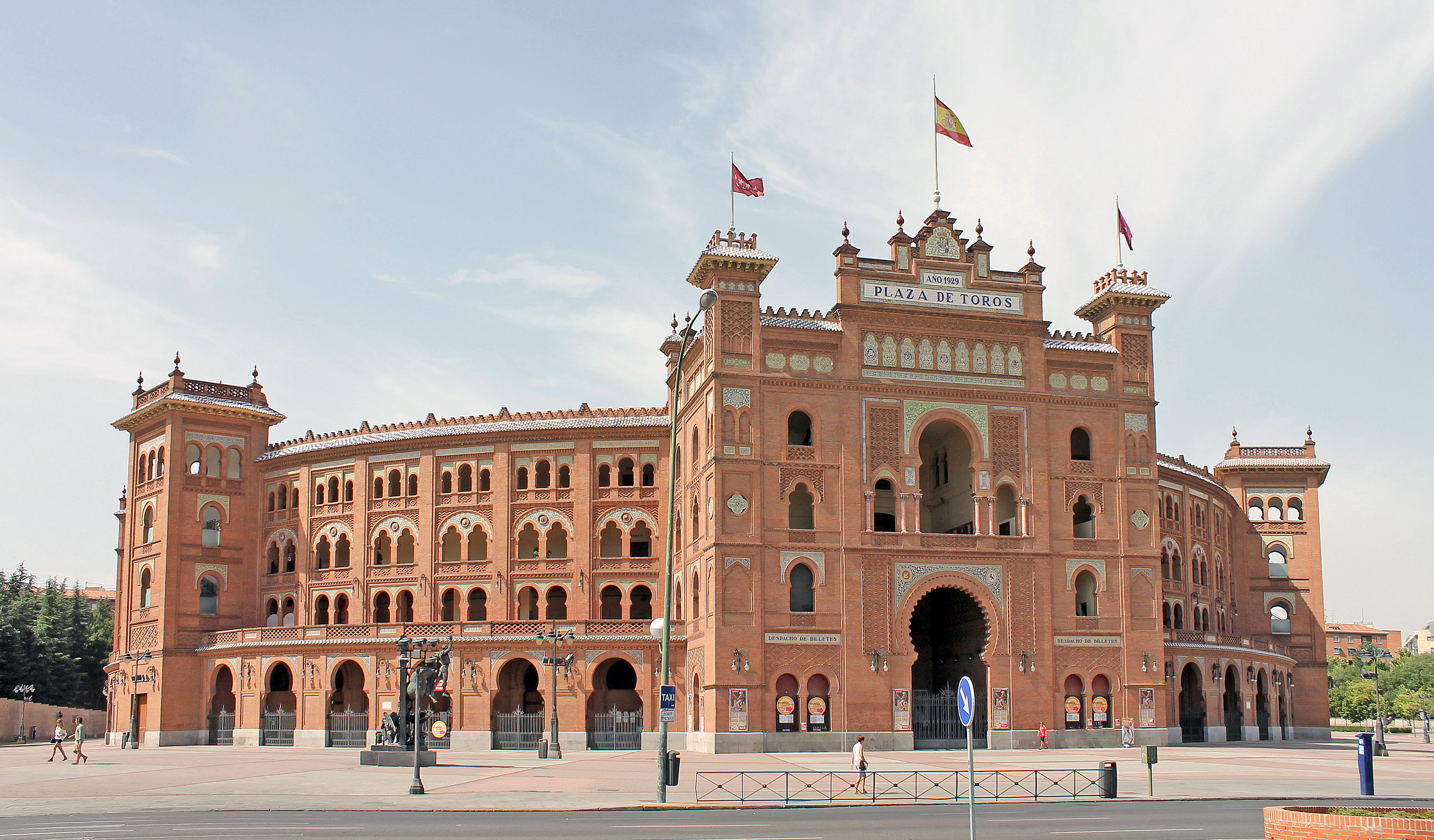
Plaza de Toros de Las Ventas, Madrid (1929).
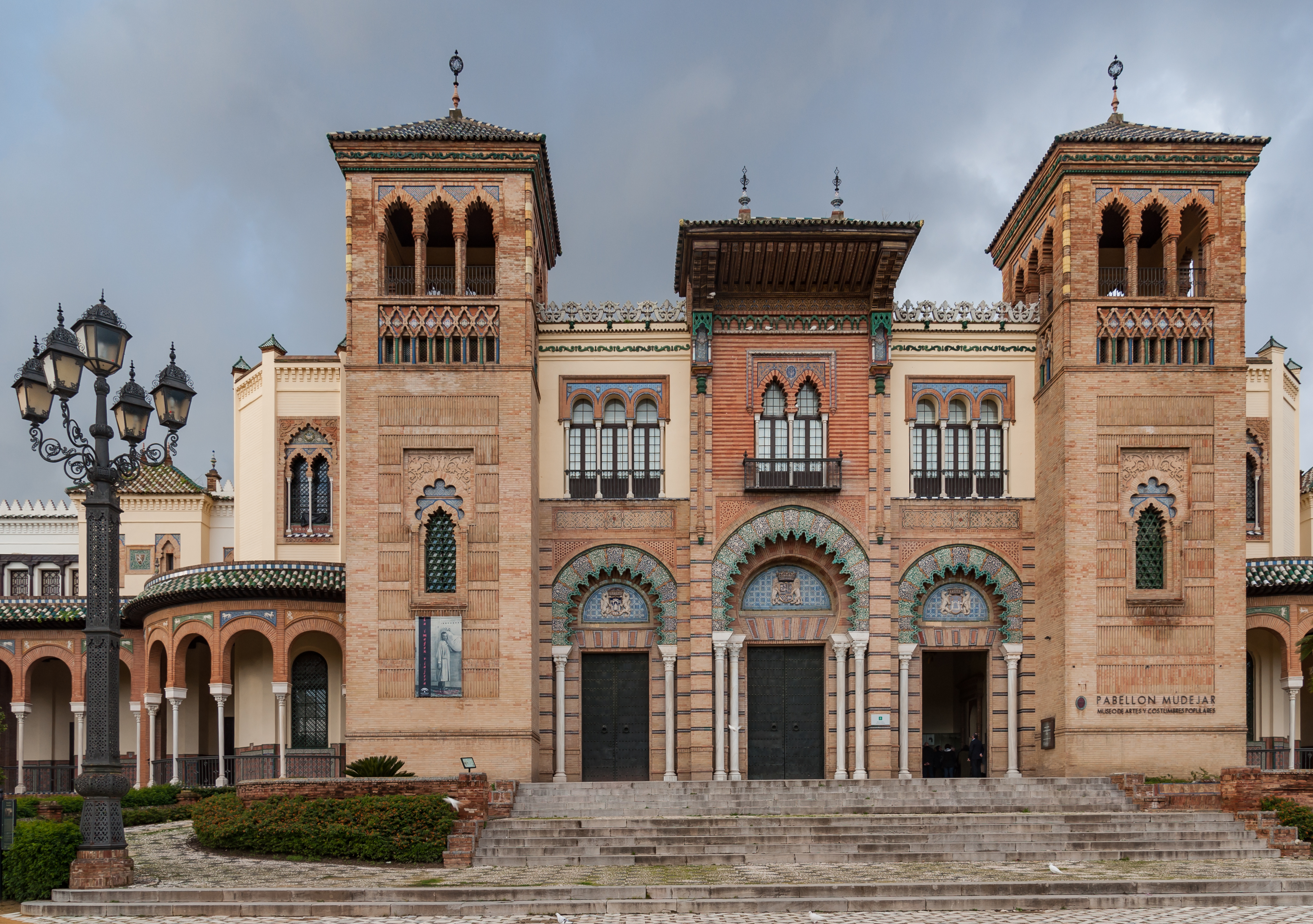
Museo de Artes y Costumbres Populares, Sevilla, (1914).
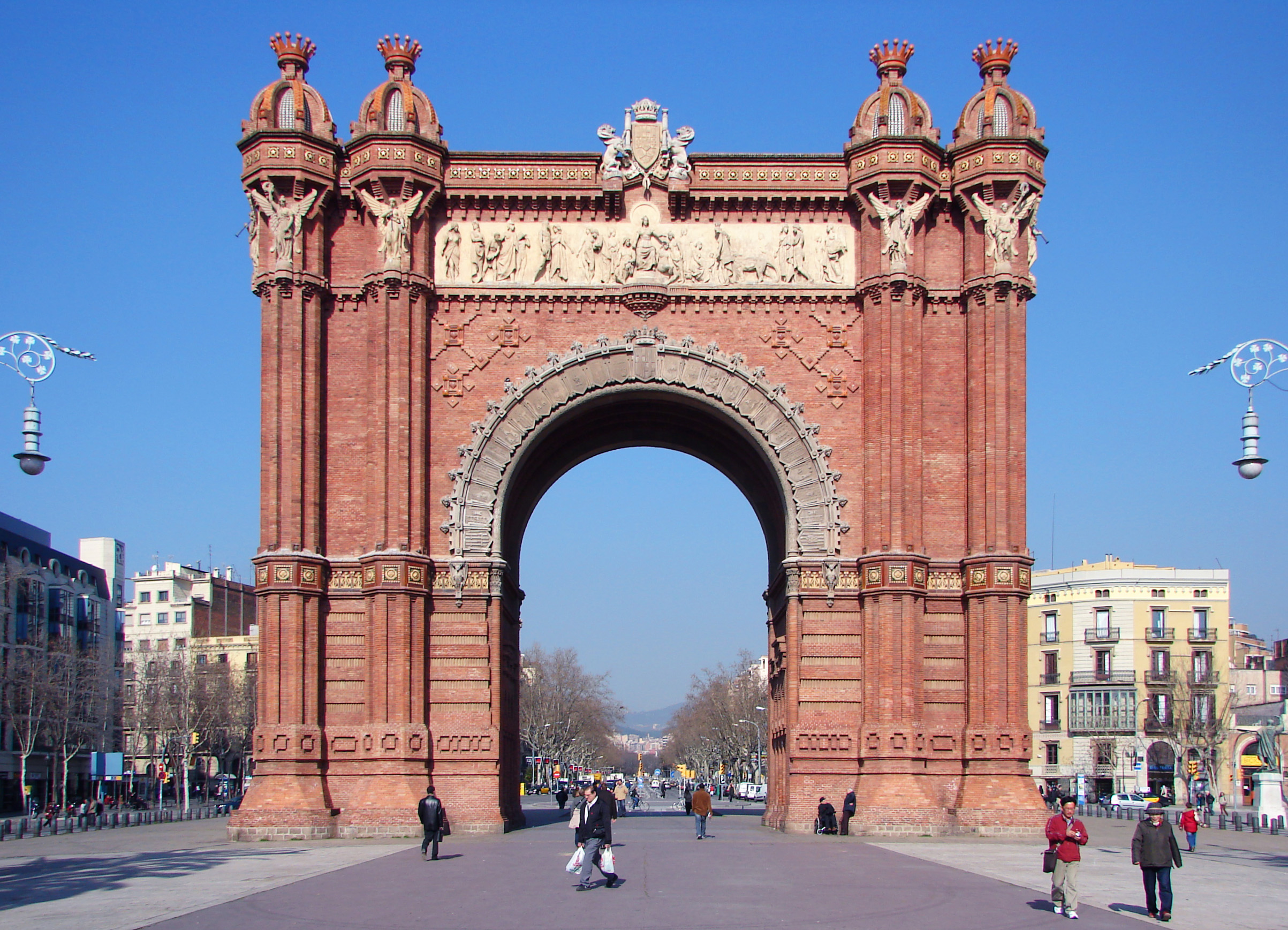
Arco de Triunfo de Barcelona (1888).
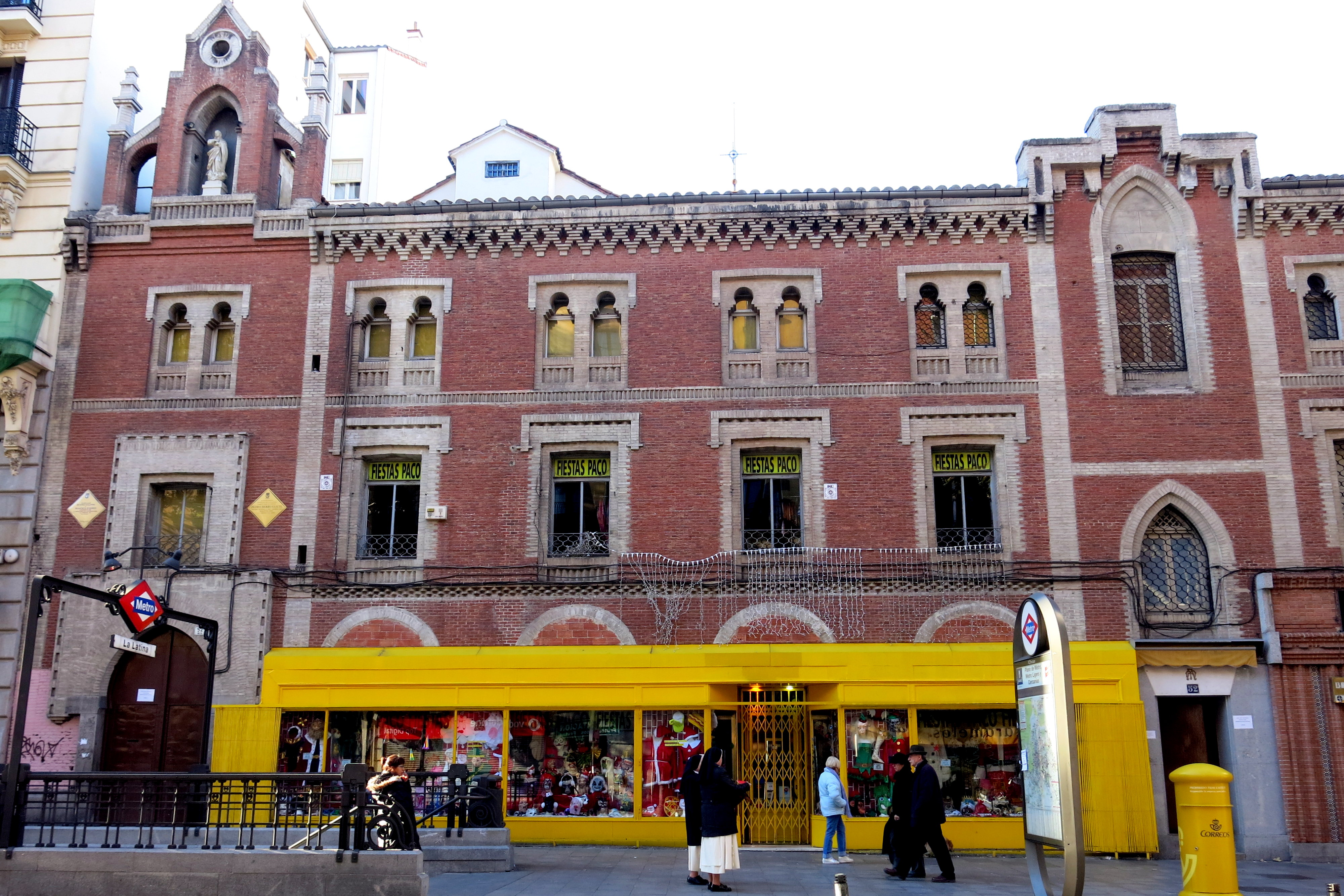
Edificio neomudéjar en el barrio de La Latina (Madrid).
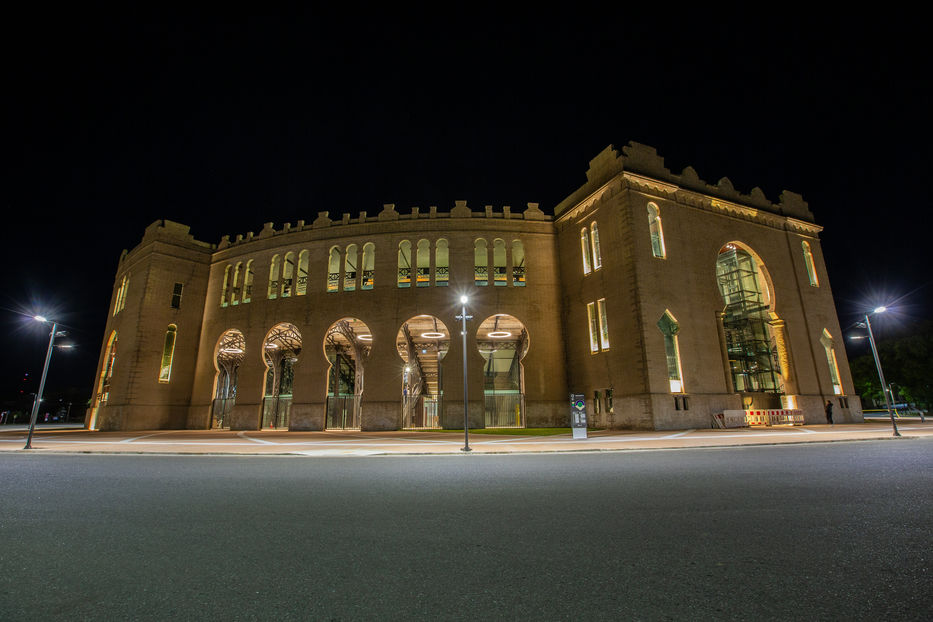
Plaza de Toros Real de San Carlos en Colonia del Sacramento (Uruguay) (1910).
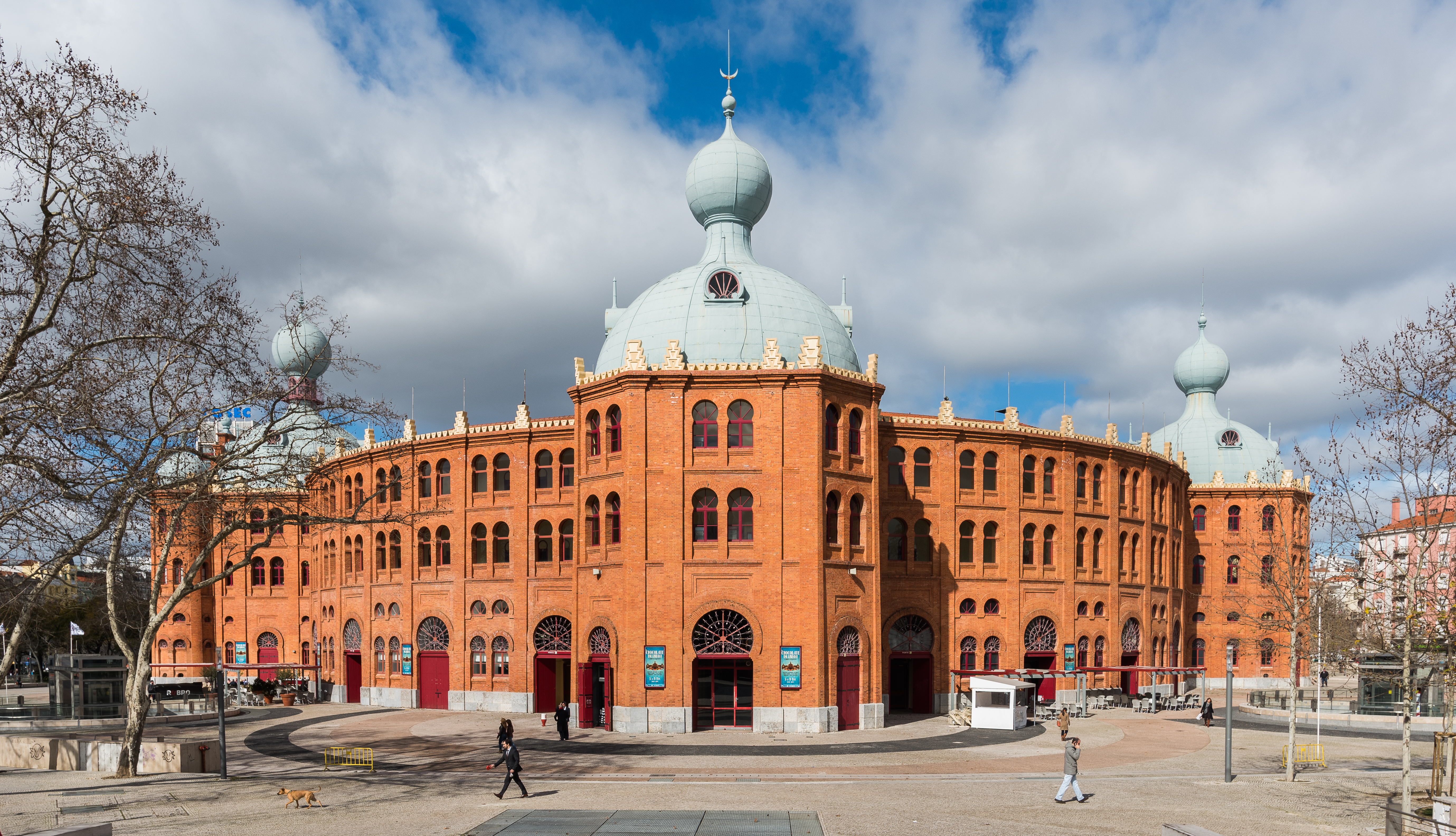
Plaza de Toros de Campo Pequeno en Lisboa (Portugal) (1892).
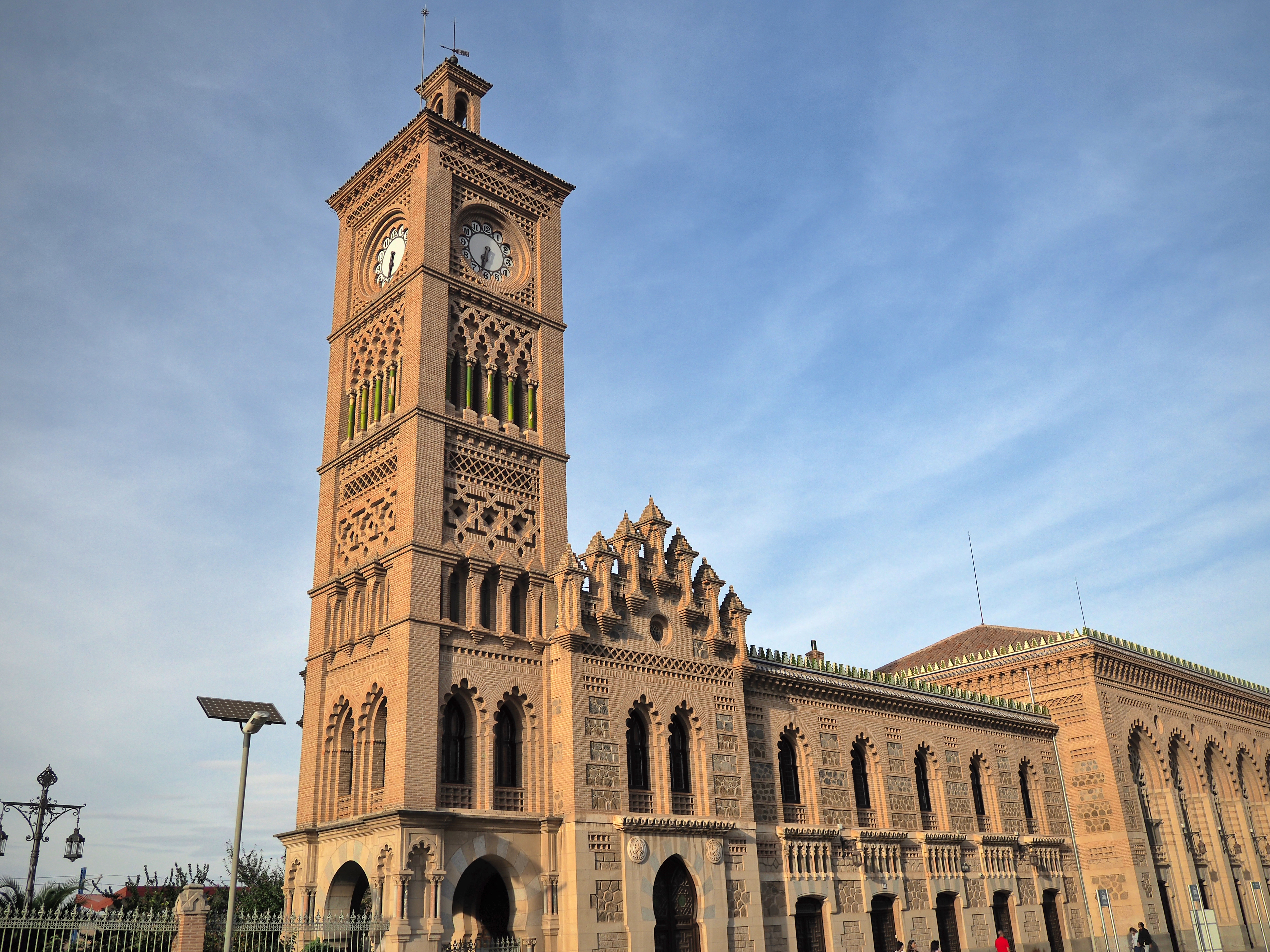
Estación de trenes de Toledo (1919).
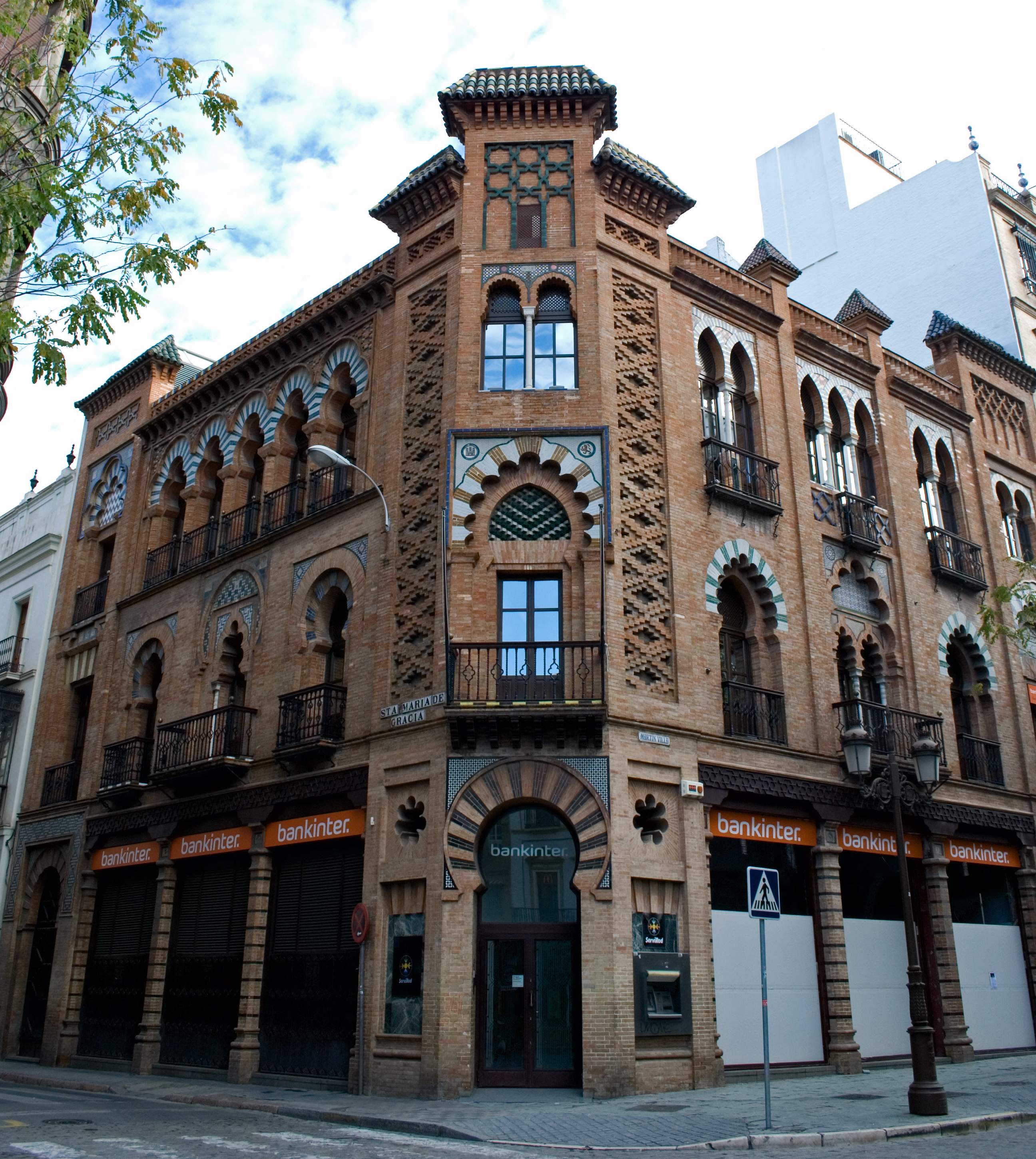
Edificio Neo-Mudéjar en Sevilla (1909).
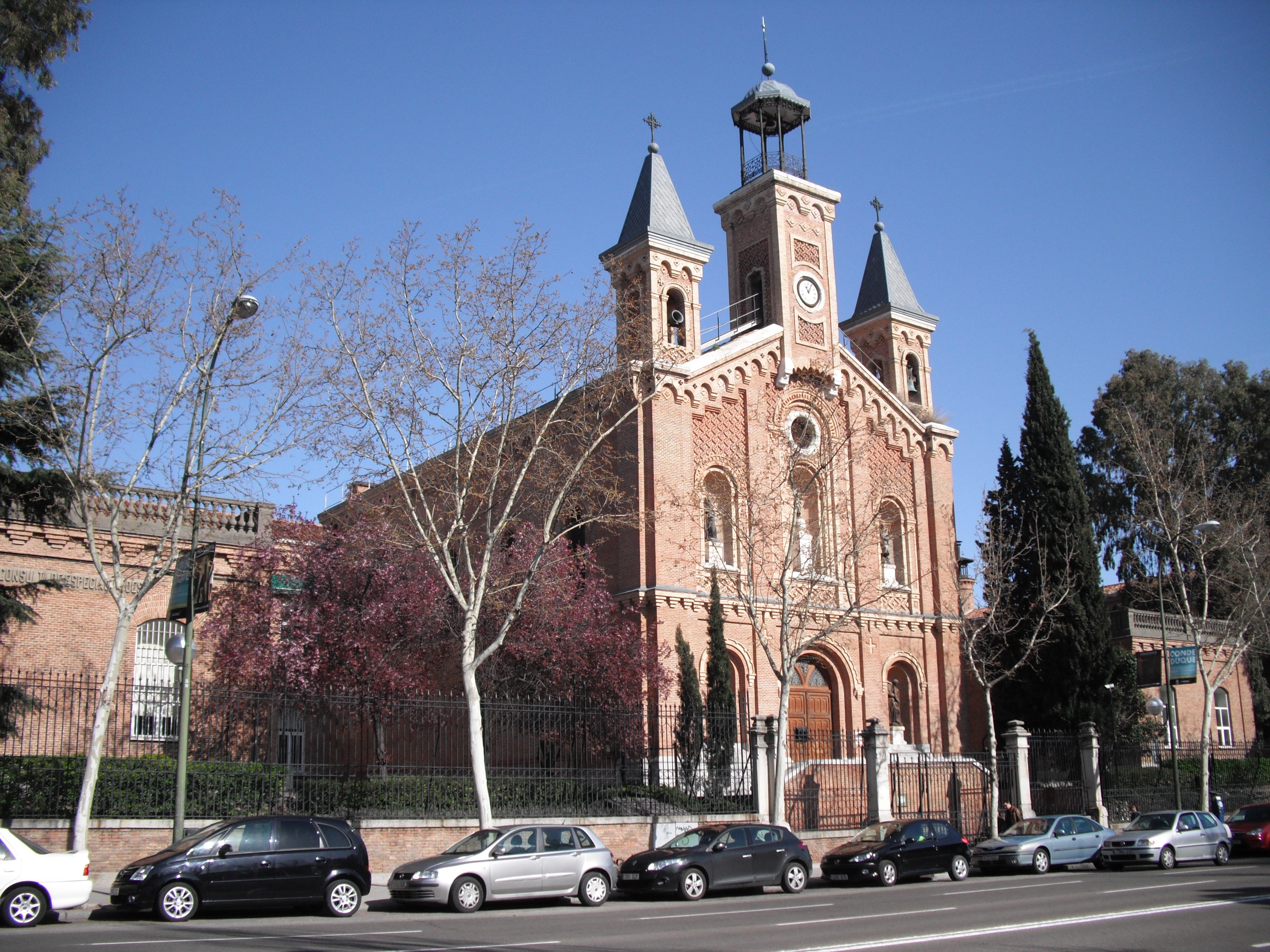
Iglesia del Hospital Infantil Universitario Niño Jesús en Madrid, por Francisco Jareño (1885).
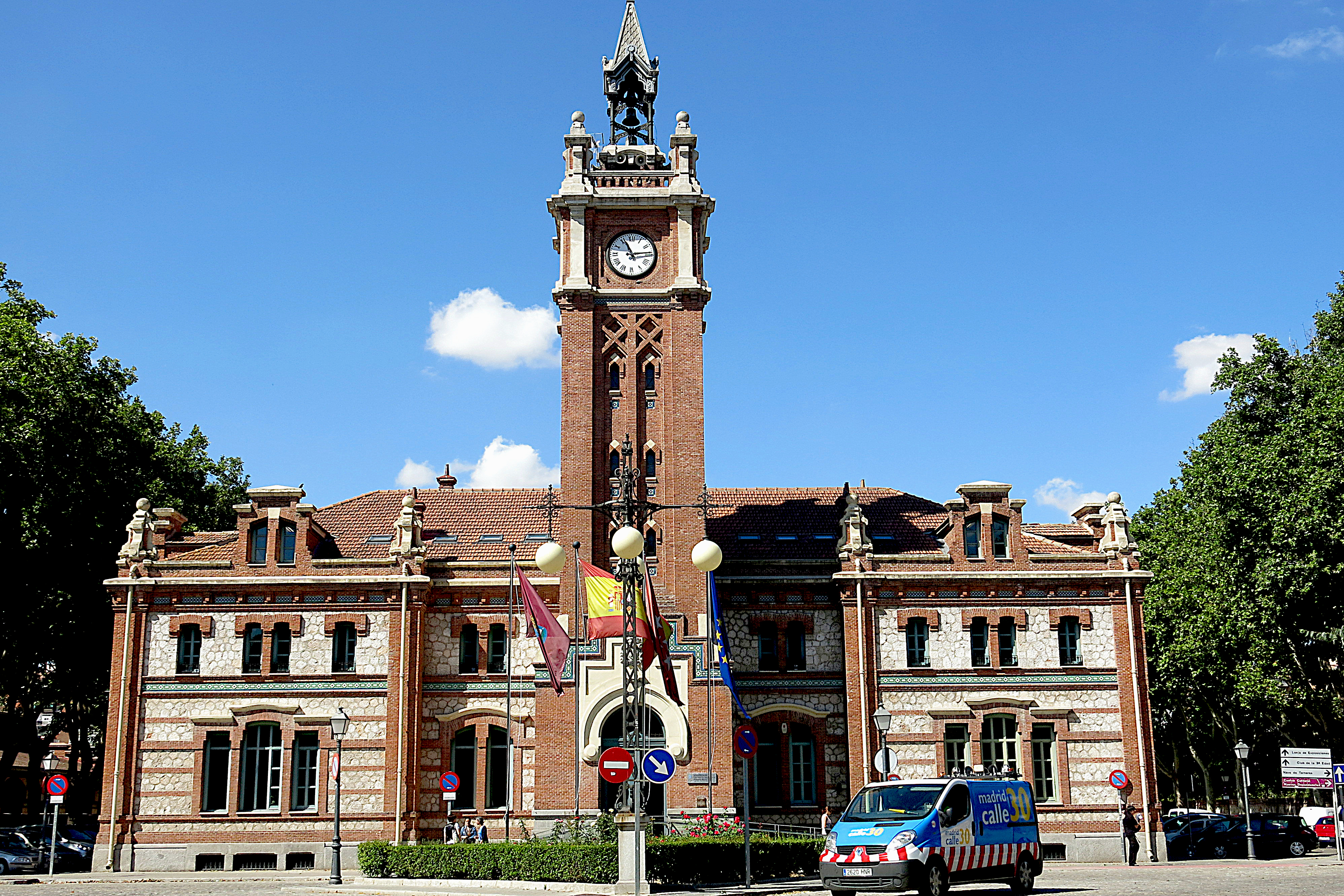
Casa del Reloj en el distrito de Arganzuela, Madrid (1933).
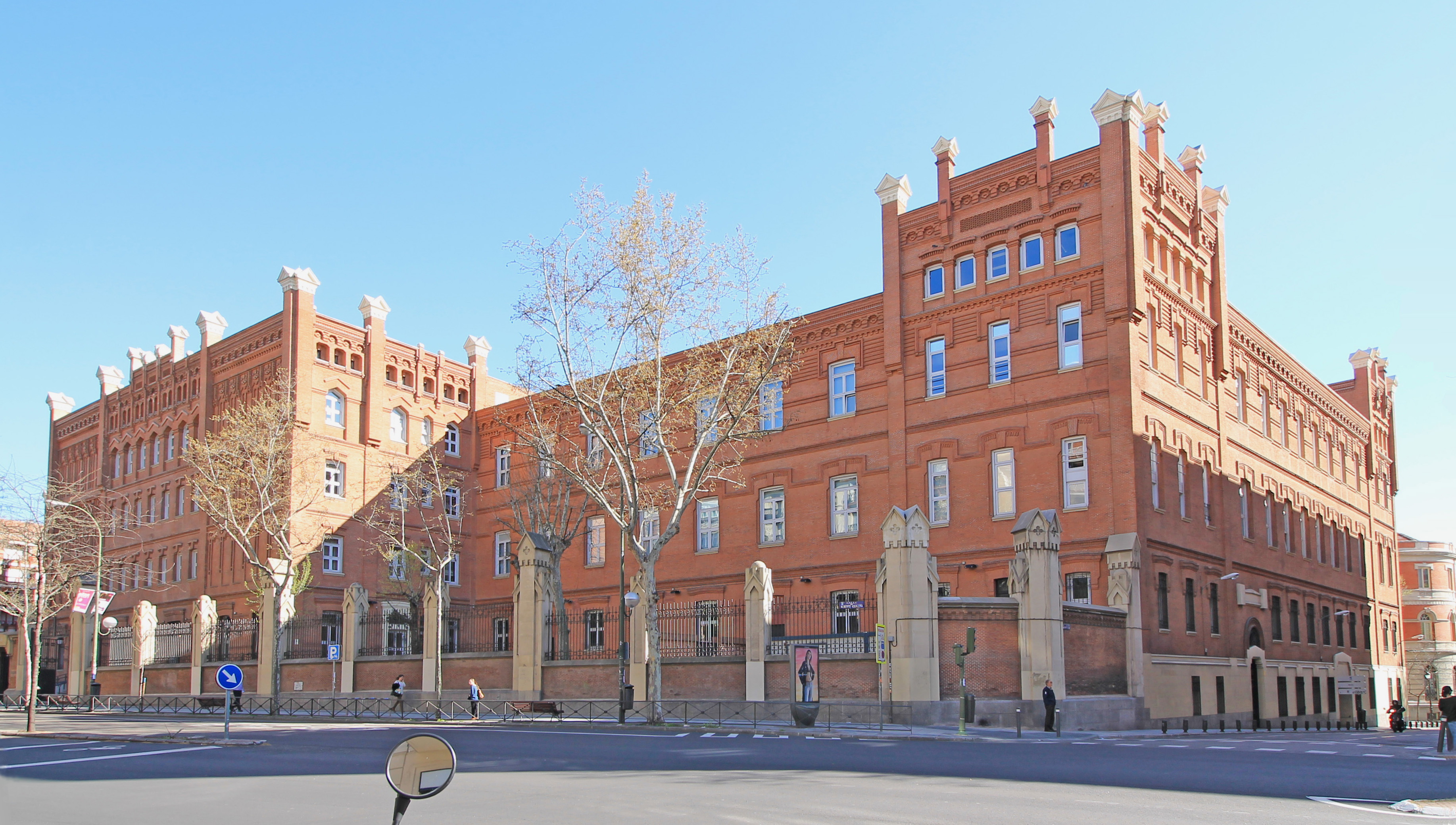
Colegio de Areneros de la Universidad Pontificia de Comillas en Madrid (1909).
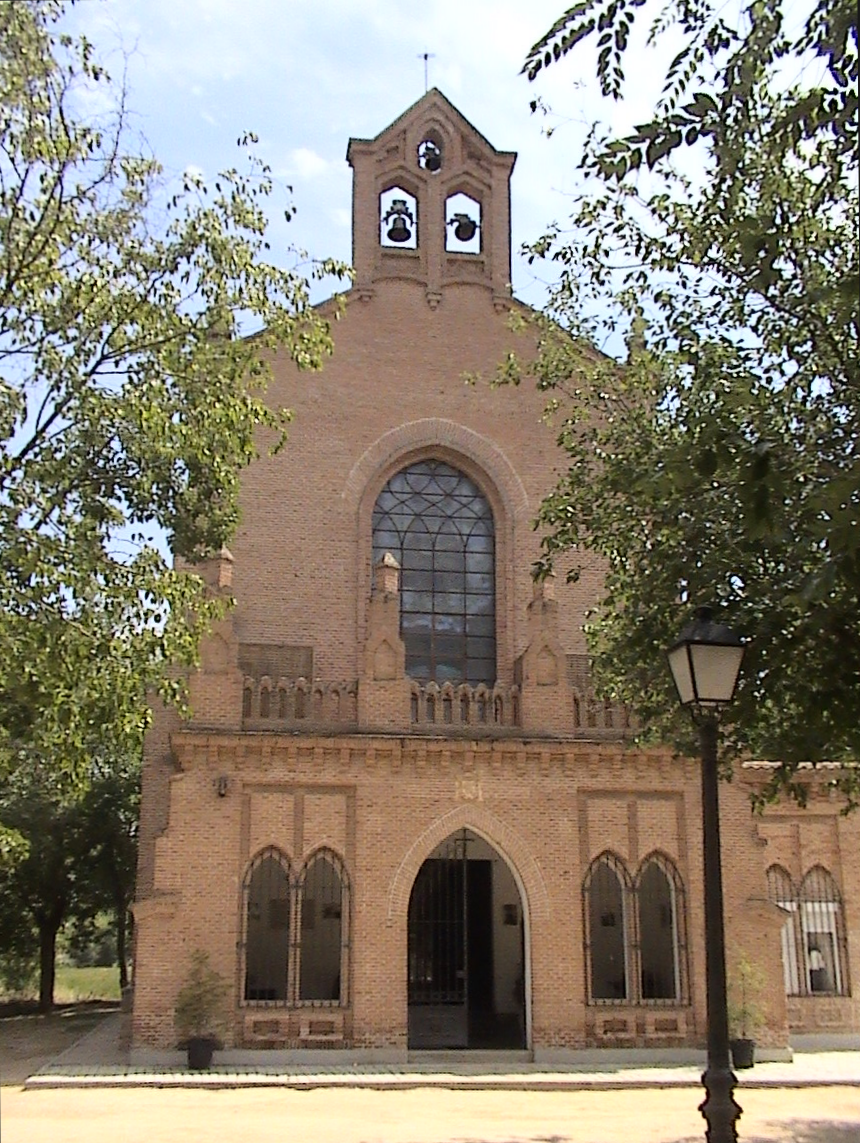
Ermita de Nuestra Señora del Val en Alcalá de Henares (1926).
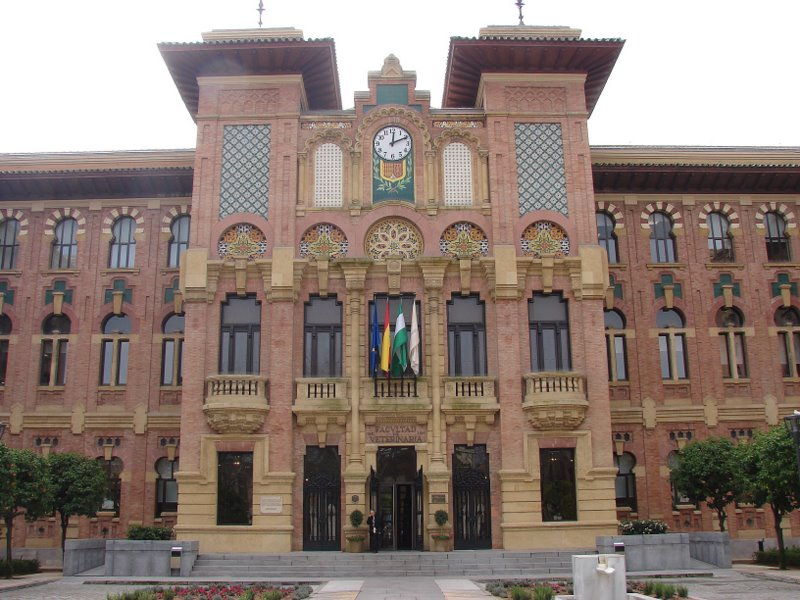
Rectorado de la Universidad de Córdoba
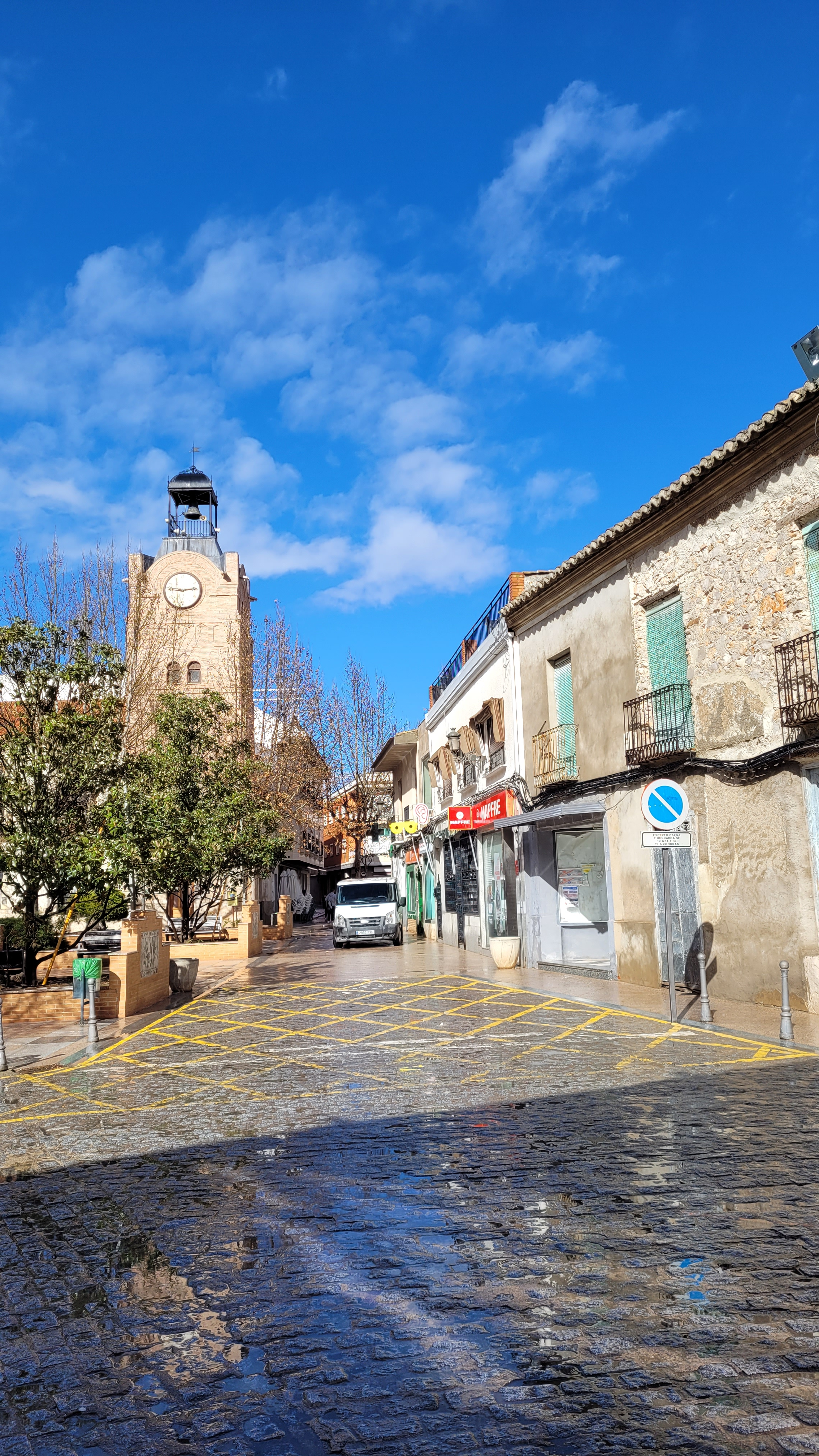
Torre del Reloj de Villarrubia de los Ojos (Ciudad Real).